# 1931
| [ Edytuj tabelę ]                                                | |
| Prezydent Polski                                                 | - 1926 Ignacy Mościcki 1939 |
| Premier Polski                                                   | - 1930 Walery Sławek 1931 - 1931 Aleksander Prystor 1933                                                                                       |
| Król Afganistanu                                                 | - 1929 Mohammad Nader Szah 1933 |
| Premier Afganistanu                                              | - 1929 Mohammad Haszim Chan 1946 |
| Król Albanii                                                     | - 1928 Ahmed Zogu 1939 |
| Premier Albanii                                                  | - 1930 Pandeli Evangjeli 1935 |
| Współksiążęta Andory                                             | - 1920 Justí Guitart i Vilardebó 1940 - 1924 Gaston Doumergue 1931 - 1931 Paul Doumer 1932                                                     |
| Prezydent Argentyny                                              | - 1930 gen. José Félix Uriburu 1932 |
| Premier Australii                                                | - 1929 James Scullin 1932 |
| Prezydent Austrii                                                | - 1928 Wilhelm Miklas 1938 |
| Kanclerz Austrii                                                 | - 1930 Otto Ender 1931 - 1931 Karl Buresch 1932                                                                                                |
| Król Belgów                                                      | - 1909 Albert I 1934 |
| Premier Belgii                                                   | - 1926 Henri Jaspar 1931 - 1931 Jules Renkin 1932                                                                                              |
| Król Bhutanu                                                     | - 1926 Jigme Wangchuck 1952 |
| Prezydent Boliwii                                                | - 1930 Carlos Blanco Galindo 1931 - 1931 Daniel Domingo Salamanca 1934                                                                         |
| Prezydent Brazylii                                               | - 1930 Getúlio Vargas 1945 |
| Sułtan Brunei                                                    | - 1924 Ahmad Tajuddin 1950 |
| Car Bułgarii                                                     | - 1918 Borys III 1943 |
| Premier Bułgarii                                                 | - 1926 Andrej Lapczew 1931 - 1931 Aleksandyr Malinow 1931 - 1931 Nikoła Muszanow 1934                                                          |
| Prezydent Chile                                                  | - 1927 Carlos Ibáñez del Campo 1931 - 1931 Juan Esteban Montero 1932                                                                           |
| Prezydent Chin                                                   | - 1928 Czang Kaj-szek 1931 - 1931 Lin Sen 1943                                                                                                 |
| Prezydent Czechosłowacji                                         | - 1918 Tomáš Masaryk 1935 |
| Premier Czechosłowacji                                           | - 1929 František Udržal 1932 |
| Król Danii                                                       | - 1912 Chrystian X 1947 |
| Premier Danii                                                    | - 1929 Thorvald Stauning 1942 |
| Dalajlama                                                        | - 1878 Thubten Gjaco 1933 |
| Prezydent Dominikany                                             | - 1930 Rafael Trujillo 1938 |
| Władca Egiptu                                                    | - 1917 Fu’ad I 1936 |
| Premier Egiptu                                                   | - 1930 Isma’il Sidki 1933 |
| Prezydent Ekwadoru                                               | - 1926 Isidro Ayora 1931 - 1931 Luis Larrea Alba 1931 - 1931 Alfredo Baquerizo 1932                                                            |
| Premier Estonii                                                  | - 1929 Otto Strandman 1931 - 1931 Konstantin Päts 1932                                                                                         |
| Cesarz Etiopii                                                   | - 1930 Hajle Syllasje 1936 |
| Premier Etiopii                                                  | - 1927 Ras Tafari Makonnen 1936 |
| Prezydent Finlandii                                              | - 1925 Lauri Kristian Relander 1931 - 1931 Pehr Evind Svinhufvud 1937                                                                          |
| Premier Finlandii                                                | - 1930 Pehr Evind Svinhufvud 1931 - 1931 Juho Vennola (p.o.) 1931 - 1931 Juho Sunila 1932                                                      |
| Prezydent Francji                                                | - 1924 Gaston Doumergue 1931 - 1931 Paul Doumer 1932                                                                                           |
| Premier Francji                                                  | - 1930 Théodore Steeg 1931 - 1931 Pierre Laval 1932                                                                                            |
| Prezydent Senatu Wolnego Miasta Gdańska                          | - 1920 Heinrich Sahm 1931 - 1931 Ernst Ziehm 1933                                                                                              |
| Prezydent Grecji                                                 | - 1929 Aleksandros Zaimis 1935 |
| Prezydent Gwatemali                                              | - 1926 Lázaro Chacón 1931 - 1931 José María Reina Andrade (p.o.) 1931 - 1931 Jorge Ubico 1944                                                  |
| Prezydent Haiti                                                  | - 1930 Sténio Vincent 1941 |
| Król Hiszpanii                                                   | - 1886 Alfons XIII 1931 |
| Prezydent Hiszpanii                                              | - 1931 Niceto Alcalá-Zamora 1936 |
| Premier Hiszpanii                                                | - 1930 Dámaso Berenguer 1931 - 1931 Juan Bautista Aznar-Cabañas 1931 - 1931 Niceto Alcalá-Zamora 1931 - 1931 Manuel Azaña 1933                 |
| Król Holandii                                                    | - 1890 Wilhelmina 1948 |
| Premier Holandii                                                 | - 1929 Charles Ruijs de Beerenbrouck 1933 |
| Prezydent Hondurasu                                              | - 1929 Vicente Mejía Colindres 1933 |
| Szach Iranu                                                      | - 1925 Reza Szah Pahlawi 1941 |
| Premier Iranu                                                    | - 1927 Mehdi Gholi Hedajat 1933 |
| Władca Indii                                                     | - 1910 Jerzy V 1936 |
| Król Irlandii                                                    | - 1910 Jerzy V 1936 |
| Premier Irlandii                                                 | - 1922 William Thomas Cosgrave 1932 |
| Cesarz Japonii                                                   | - 1926 Hirohito 1989 |
| Premier Japonii                                                  | - 1929 Osachi Hamaguchi 1931 - 1931 Wakatsuki Reijirō 1931 - 1931 Tsuyoshi Inukai 1932                                                         |
| Król Jugosławii                                                  | - 1929 Aleksander I 1934 |
| Premier Jugosławii                                               | - 1929 Petar Živković 1932 |
| Premier Kanady                                                   | - 1930 Richard Bedford Bennett 1935 |
| Emir Kataru                                                      | - 1913 Abd Allah ibn Kasim Al Sani 1949 |
| Prezydent Kolumbii                                               | - 1930 Enrique Olaya Herrera 1934 |
| Patriarcha Konstantynopola                                       | - 1929 Focjusz II 1935 |
| Gubernator Korei (okupacja japońska)                             | - 1929 Makoto Saitō 1931 - 1931 Kazushige Ugaki 1936                                                                                           |
| Prezydent Kostaryki                                              | - 1928 Cleto González Víquez 1932 |
| Prezydent Kuby                                                   | - 1925 Gerardo Machado 1933 |
| Prezydent Liberii                                                | - 1930 Edwin Barclay 1944 |
| Książę Liechtensteinu                                            | - 1929 Franciszek I 1938 |
| Premier Liechtensteinu                                           | - 1928 Josef Hoop 1945 |
| Prezydent Litwy                                                  | - 1926 Antanas Smetona 1940 |
| Premier Litwy                                                    | - 1929 Juozas Tūbelis 1938 |
| Wielki książę Luksemburga                                        | - 1919 Szarlotta 1964 |
| Premier Luksemburga                                              | - 1926 Joseph Bech 1937 |
| Prezydent Łotwy                                                  | - 1930 Alberts Kviesis 1936 |
| Premier Łotwy                                                    | - 1928 Hugo Celmiņš 1931 - 1931 Kārlis Ulmanis 1931 - 1931 Marģers Skujenieks 1933                                                             |
| Premier Malty                                                    | - 1927 Gerald Strickland 1932 |
| Sułtan Maroka                                                    | - 1927 Muhammad V 1953 |
| Prezydent Meksyku                                                | - 1930 Pascual Ortiz Rubio 1932 |
| Książę Monako                                                    | - 1922 Ludwik II 1949 |
| Minister stanu Monako                                            | - 1923 Maurice Piette 1932 |
| Przewodniczący Prezydium Małego Churału Państwowego Mongolii     | - 1930 Losolyn Laagan 1932 |
| Premier Mongolii                                                 | - 1930 Cengeltijn Dżigdżiddżaw 1932 |
| Król Nepalu                                                      | - 1911 Tribhuvan 1950 |
| Premier Nepalu                                                   | - 1929 Bhim Shumsher Jung Bahadur Rana 1932 |
| Prezydent Niemiec                                                | - 1925 Paul von Hindenburg 1934 |
| Kanclerz Niemiec                                                 | - 1930 Heinrich Brüning 1932 |
| Prezydent Nikaragui                                              | - 1929 José María Moncada 1933 |
| Król Norwegii                                                    | - 1905 Haakon VII 1957 |
| Premier Norwegii                                                 | - 1928 Johan Ludwig Mowinckel 1931 - 1931 Peder Kolstad 1932                                                                                   |
| Premier Nowej Zelandii                                           | - 1930 George Forbes 1935 |
| Sułtan Omanu                                                     | - 1913 Tajmur ibn Fajsal 1932 |
| Prezydent Panamy                                                 | - 1928 Florencio Harmodio Arosemena 1931 - 1931 Harmodio Arias Madrid (p.o.) 1931 - 1931 Ricardo Joaquín Alfaro Jované 1932                    |
| Papież                                                           | - 1922 Pius XI 1939 |
| Prezydent Paragwaju                                              | - 1928 José Patricio Guggiari 1931 - 1931 Emiliano González Navero 1932                                                                        |
| Prezydent Peru                                                   | - 1930 Luis Miguel Sánchez Cerro 1931 - 1931 David Samanez Ocampo 1931 - 1931 Luis Miguel Sánchez Cerro 1933                                   |
| Premier Południowej Afryki                                       | - 1924 Barry Hertzog 1939 |
| Prezydent Portugalii                                             | - 1926 António Óscar de Fragoso Carmona 1951                                                                                                   |
| Premier Portugalii                                               | - 1930 Domingos da Costa e Oliveira 1932 |
| Król Rumunii                                                     | - 1930 Karol II 1940 |
| Premier Rumunii                                                  | - 1930 Gheorghe Mironescu 1931 - 1931 Nicolae Iorga 1932                                                                                       |
| Prezydent Salwadoru                                              | - 1927 Pío Romero Bosque 1931 - 1931 Arturo Araujo 1931 - 1931 Maximiliano Hernández Martínez 1944                                             |
| Kapitanowie regenci San Marino                                   | - 1930 Valerio Pasquali Gino Ceccoli 1931 - 1931 Angelo Manzoni Borghesi Francesco Mularoni 1931 - 1931 Domenico Suzzi Valli Marino Morri 1932 |
| Sekretarz Stanu do spraw Politycznych i Zagranicznych San Marino | - 1918 Giuliano Gozi 1943 |
| Prezydent Syrii                                                  | - 1928 Tadż ad-Din al-Hasani (p.o.) 1931 - 1931 Léon Solomiac (p.o.) 1932                                                                      |
| Premier Syrii                                                    | - 1928 Tadż ad-Din al-Hasani 1931 |
| Prezydent Szwajcarii                                             | - 1931 Heinrich Häberlin 1931 |
| Król Szwecji                                                     | - 1907 Gustaw V 1950 |
| Premier Szwecji                                                  | - 1930 Carl Gustaf Ekman 1932 |
| Król Tajlandii                                                   | - 1925 Prajadhipok 1935 |
| Król Tonga                                                       | - 1918 Salote Tupou III 1965 |
| Premier Tonga                                                    | - 1923 Viliami Tungī Mailefihi 1941 |
| Prezydent Turcji                                                 | - 1923 Mustafa Kemal 1938 |
| Premier Turcji                                                   | - 1925 İsmet İnönü 1937 |
| Prezydent Urugwaju                                               | - 1927 Juan Campisteguy 1931 - 1931 Gabriel Terra 1938                                                                                         |
| Prezydent USA                                                    | - 1929 Herbert Hoover 1933 |
| Prezydent Wenezueli                                              | - 1929 Juan Bautista Pérez 1931 - 1931 Juan Vicente Gómez 1935                                                                                 |
| Regent Królestwa Węgier                                          | - 1920 Miklós Horthy 1944 |
| Premier Węgier                                                   | - 1921 István Bethlen 1931 - 1931 Gyula Károlyi 1932                                                                                           |
| Monarcha Wielkiej Brytanii                                       | - 1910 Jerzy V 1936 |
| Premier Wielkiej Brytanii                                        | - 1929 Ramsay MacDonald 1935 |
| Cesarz Wietnamu                                                  | - 1926 Bảo Đại 1945 |
| Król Włoch                                                       | - 1900 Wiktor Emanuel III 1946 |
| Premier Włoch                                                    | - 1922 Benito Mussolini 1943 |
| Przywódca ZSRR                                                   | - 1924 Józef Stalin 1953 |
| Premier ZSRR                                                     | - 1930 Wiaczesław Mołotow 1941 |

Rok 1931 / MCMXXXI
stulecia: XIX wiek ~
XX wiek ~
XXI wiek

dziesięciolecia:
1900–1909 •
1910–1919 •
1920–1929 •
1930–1939
• 1940–1949
• 1950–1959
• 1960–1969

lata: 1921 «
1926 «
1927 «
1928 «
1929 «
1930 «
1931
» 1932
» 1933
» 1934
» 1935
» 1936
» 1941

## Wydarzenia w Polsce
- 6 stycznia – w Collegium Novum UJ rozpoczął się Zjazd Delegatek Stowarzyszenia Kobiet z Wyższym Wykształceniem.
- 8 stycznia – krakowska policja zlikwidowała redakcję komunistycznego pisma „Przegląd Społeczny”. Aresztowano trzy osoby, w tym wydawcę.
- 13 stycznia – krakowska policja rozproszyła demonstrację bezrobotnych przed magistratem.
- 14 stycznia – przed Collegium Novum UJ w Krakowie odbył się wiec studencki w sprawie brzeskiej. Pochód młodzieży przeszedł pod pomnik Mickiewicza niosąc transparenty z napisami protestacyjnymi oraz kukłę płk. Kostka-Biernackiego.
- 2 lutego – Antoni Olbromski został naczelnikiem ZHP.
- 22 lutego:
  - w krakowskim Domu Katolickim odbył się wiec protestacyjny przeciw szerzącej się w prasie, literaturze i teatrze pornografii. W wiecu uczestniczyli m.in. bp Adam Stefan Sapieha i Karol Rostworowski.
  - przebywająca w domu zakonnym w Płocku siostra Faustyna Kowalska miała pierwsze objawienie Chrystusa.
- 1 marca – Tadeusz Banachiewicz zaprezentował pierwsze obliczenia orbity Plutona.
- 2 marca – w Teatrze im. Adama Mickiewicza w Częstochowie wystąpiła Hanka Ordonówna.
- 7 marca – Hans-Adolf von Moltke został posłem niemieckim w Polsce.
- 13 marca – Sejm RP uchwalił ustawę znoszącą wszystkie przywileje lub ograniczenia związane z pochodzeniem, narodowością, językiem, rasą lub religią sprzed 1918.
- 15 marca – z połączenia PSL „Piast”, PSL „Wyzwolenie” i Stronnictwa Chłopskiego powstało Stronnictwo Ludowe.
- 21 marca – w Warszawie rozbił się prototyp hydroplanu PZL.12. Zginął pilot i konstruktor maszyny Zygmunt Puławski.
- 23 marca – Józef Piłsudski zakończył trzymiesięczny wypoczynek na Maderze.
- 30 marca – założono Śląskie Techniczne Zakłady Naukowe w Katowicach.
- 13 kwietnia – powstał rząd Aleksandra Prystora.
- 21 kwietnia – ukazało się pierwsze wydanie krakowskiego tygodnika sportowego Raz, Dwa, Trzy.
- 18 maja – strajk 35 tysięcy górników z Zagłębia Dąbrowskiego spowodowany zapowiedzią obniżki płac.
- 19 maja – w Jaworznie podczas krwawych starć górników z policją zginęło 5 osób.
- 23–25 maja – w Krakowie odbył się XXII Kongres PPS
- 24 maja – w Raszynie uruchomiono najsilniejszą w Europie stację radiofoniczną (moc 120 kW), która swym zasięgiem objęła całą Polskę.
- 25 maja – powstał Związek Związków Zawodowych.
- 27 maja – utworzenie rządu Aleksandra Prystora.
- Maj – demonstracje bezrobotnych Polaków.
- 13 czerwca – w Warszawie, sprinter Edward Trojanowski ustanowił rekord Polski w biegu na 100 m wynikiem 10,7 s.
- 11–12 lipca – XII Mistrzostwa Polski Mężczyzn w lekkiej atletyce. Trzy zwycięstwa odniósł Janusz Kusociński 1500 m – 4.00,0 s.; 5000 m – 15.03,5 s.; 8 km przełaje – 27.25,0 s.
- 12 lipca – w Uzdowie odsłonięto pomnik bitwy pod Grunwaldem.
- 16 lipca – Rada Miasta wybrała na prezydenta Krakowa Władysława Belinę-Prażmowskiego. Kandydaturę twórcy legionowej kawalerii zaproponował prof. Kazimierz Kumaniecki.
- 20 lipca – w okolicach Lublina przeszło silne tornado.
- 28 sierpnia – powołanie Naczelnego Komitetu do spraw Bezrobocia.
- 30 sierpnia – w Bydgoszczy, na torze regatowym, rozegrano Mistrzostwa Polski w pływaniu długodystansowym. Na dystansie 5000 m (temp. wody +15 °C) triumfowali: p.Antkowiakówna – 2.01:14,8 s. i R.Kratochwil – 1.39:31,8 s.
- 2 września – Polska podpisała Traktat Spitsbergeński.
- 12 września – w Poznaniu biegacz Klemens Biniakowski ustanowił rekord Polski w biegu na 400 m wynikiem 49,6 s.
- 17 września:
  - rozpoczęto seryjną produkcję samolotu Lublin R.XIII.
  - w Stoczni Gdynia odbyło się wodowanie pierwszej samodzielnie zaprojektowanej i wykonanej jednostki – stalowej motorówki „Samarytanka”.
- 19 września – premiera filmu Dziesięciu z Pawiaka.
- 26 października – rozpoczął się proces brzeski przywódców Centrolewu (trwał do 13 stycznia 1932).
- 27 października – pilot Franciszek Jach dokonał w Dęblinie oblotu pierwszego polskiego szybowca wyczynowego NN-1.
- 31 października – wszedł do służby okręt podwodny ORP Wilk.
- 1 listopada – powstał Polski Związek Tenisa Stołowego.
- 22 listopada – „Dar Pomorza” pierwszy raz przepłynął równik.
- 6 grudnia – oddano do użytku gmach Banku Gospodarstwa Krajowego w Warszawie.
- 9 grudnia – przeprowadzono Drugi Powszechny Spis Ludności.
- 12 grudnia – we Lwowie powstała korporacja akademicka Slavia.
- 15 grudnia – ukazało się pierwsze wydanie miesięcznika Kuźnia Młodych.
- 30/31 grudnia – w willi architekta Henryka Zaremby pod Lwowem, w nocy doszło do zabójstwa podczas snu jego 17-letniej córki Elżbiety. Proces oskarżonej o dokonanie zbrodni guwernantki Rity Gorgonowej był jednym z najgłośniejszych w II RP. W 1977 roku na podstawie tej historii nakręcono film fabularny Sprawa Gorgonowej w reż. Janusza Majewskiego z Ewą Dałkowską w roli tytułowej.
- Grudzień – powstał Komitet Porozumiewawczy Towarzystw Naukowych.

## Wydarzenia na świecie
- 2 stycznia – amerykański fizyk Ernest Lawrence zbudował cyklotron i użył go po raz pierwszy w eksperymentach.
- 4 stycznia – niemiecka pilotka Elly Beinhorn rozpoczęła lot do Afryki.
- 6 stycznia – Thomas Edison złożył ostatnią aplikację na patent.
- 8 stycznia – otwarto Port lotniczy Piarco pod Port-of-Spain (Trynidad i Tobago).
- 21 stycznia – Isaac Isaacs jako pierwszy Australijczyk został gubernatorem generalnym Australii.
- 22 stycznia – Isaac Isaacs, jako pierwszy w historii gubernator generalny Australii urodzony w tym kraju, został zaprzysiężony na to stanowisko.
- 25 stycznia – Mahatma Gandhi zostaje ponownie zwolniony z aresztu.
- 27 stycznia – we Francji Pierre Laval sformował nowy rząd.
- 30 stycznia – premiera filmu Światła wielkiego miasta.
- 3 lutego – trzęsienie ziemi o sile 7,8 w skali Richtera zniszczyło miasto Napier w Nowej Zelandii – zginęło 162 mieszkańców miasta.
- 10 lutego – Nowe Delhi staje się stolicą Indii.
- 12 lutego – rozpoczęło działalność Radio Watykańskie.
- 14 lutego – premiera niemieckiego filmu Książę Dracula – tytułową rolę zagrał Béla Lugosi.
- 16 lutego – Pehr Evind Svinhufvud został wybrany prezydentem Finlandii.
- 19 lutego – Abchaska SRR została, jako republika autonomiczna, przyłączona do Gruzińskiej SRR.
- 20 lutego – stan Kalifornia uzyskał fundusze przyznane przez Kongres Stanów Zjednoczonych na rozpoczęcie budowy mostu San Francisco–Oakland Bay Bridge nad zatoką San Francisco.
- 21 lutego – peruwiańscy rewolucjoniści porwali trzysilnikowy samolot (Ford Trimotor) i zażądali od pilota rozrzucenia propagandowych ulotek nad Limą.
- 24 lutego – SS Niemen jako pierwszy polski statek handlowy przepłynął równik.
- 1 marca:
  - Pehr Evind Svinhufvud został prezydentem Finlandii.
  - amerykański pancernik USS Arizona, po gruntownej przebudowie, ponownie rozpoczął służbę w Marynarce Wojennej Stanów Zjednoczonych.
- 3 marca – Kongres Stanów Zjednoczonych uchwalił rezolucję ustanawiającą The Star-Spangled Banner oficjalnym hymnem Stanów Zjednoczonych.
- 4 marca – podpisano układ między Gandhim a wicekrólem Indii lordem Irvingiem.
- 5 marca – powstała Komunistyczna Partia Wenezueli (PCV).
- 7 marca – w Helsinkach, została oddana do użytku nowa siedziba parlamentu Finlandii (Eduskunta).
- 8 marca – podpisano porozumienie radziecko-tureckie o ograniczaniu flot na Morzu Czarnym.
- 11 marca:
  - w Związku Radzieckim wprowadzono program usportowienia społeczeństwa pod nazwą „Gotowi do pracy i do obrony ZSRR” (ros. Готов к труду и обороне СССР).
  - David Samanez Ocampo został tymczasowym prezydentem Peru.
- 15 marca – w wyniku eksplozji dynamitu na norweskim statku SS „Viking” u wybrzeży Nowej Fundlandii zginęło 27 spośród 147 osób na pokładzie.
- 17 marca – w Nevadzie zostały zalegalizowane gry hazardowe.
- 21 marca – Juho Sunila został po raz drugi premierem Finlandii.
- 23 marca:
  - Józef Piłsudski zakończył trzymiesięczny wypoczynek na portugalskiej Maderze.
  - liderzy powstania za niezależność Indii: Bhagat Singh, Rajguru i Sukhdev, zostali powieszeni przez brytyjskie władze kolonialne.
- 26 marca – założono linie lotnicze Swissair.
- 31 marca – trzęsienie ziemi w Managui stolicy Nikaragui pozbawiło życia 2 tys. osób.
- 1 kwietnia – rozpoczęło działalność Międzynarodowe Nansenowskie Biuro do spraw Uchodźców.
- 2 kwietnia – w Pietermaritzburgu Marjorie Clark ustanowiła rekord świata w biegu płotkarskim na 80 m wynikiem 11,8 s.
- 6 kwietnia – rząd Portugalii ogłosił stan wojenny na Maderze i na wyspach Azorskich ze względu na próbę militarnego przewrotu w mieście Funchal.
- 9 kwietnia:
  - niemiecki astronom Karl Wilhelm Reinmuth odkrył planetoidę (1180) Rita.
  - w Argentynie wykonano wyrok śmierci na anarchiście Severino Digiovanni.
- 13 kwietnia – rozpoczął się proces seryjnego mordercy Petera Kürtena (Wampira z Düsseldorfu).
- 14 kwietnia:
  - proklamowano Drugą Republikę Hiszpańską (hisz. Segunda República Española).
  - proklamowano Republikę Katalońską.
  - Reijirō Wakatsuki został po raz drugi premierem Japonii.
  - Heinrich Sahm został burmistrzem Berlina.
  - założono hiszpański klub piłkarski Granada CF.
- 15 kwietnia – udany zamach na przywódcę jednej z frakcji mafii amerykańskiej Joe Masseria, kończy okres wojny o przywództwo tej organizacji przestępczej. Na krótko Salvatore Maranzano zostaje capo di tutti i capi – „szefem wszystkich szefów”. W niecałe sześć miesięcy Maranzano zostaje zamordowany, co prowadzi do powstania przywództwa złożonego z pięciu rodzin mafijnych.
- 19 kwietnia – Nicolae Iorga został premierem Rumunii.
- 21 kwietnia – w Paryżu powstało Francusko-Polskie Towarzystwo Kolejowe S.A. mające wybudować i eksploatować magistralę węglową Śląsk-Gdynia.
- 22 kwietnia – Austria, Dania, Niemcy, Szwecja, USA, Wielka Brytania i Włochy uznają powstanie republiki w Hiszpanii.
- 1 maja – prezydent Herbert Hoover dokonał otwarcia Empire State Building w Nowym Jorku.
- 4 maja – Mustafa Kemal Atatürk został ponownie wybrany prezydentem Turcji.
- 5 maja – Stanisław Skarżyński i Andrzej Markiewicz zakończyli udany lot dookoła Afryki – 26 000 km polskim samolotem PZL Ł-2.
- 11 maja:
  - Hiszpania: powszechne wystąpienia przeciwko Kościołowi. W Madrycie i innych miastach doszło do podpaleń i plądrowań kościołów i klasztorów. Władze powstałej republiki (14 kwietnia 1931) zniosły naukę religii w szkołach i nakazały konfiskatę dóbr należących do szlachty i kleru.
  - Creditanstalt, największy bank austriacki, zbankrutował. Bankructwo to zapoczątkowało upadek wielu banków w Centralnej Europie i przyczyniło się do upadku systemu finansowego na świecie.
  - premiera niemieckiego filmu sensacyjnego M – Morderca w reżyserii Fritza Langa.
- 13 maja – Paul Doumer został wybrany prezydentem Francji.
- 15 maja – papież Pius XI wydał encyklikę Quadragesimo anno.
- 19 maja – w ZSRR ogłoszono drugi plan pięcioletni.
- 26 maja – w Harbinie w okupowanej przez Japończyków Mandżurii została założona przez rosyjskich emigrantów politycznych Rosyjska Partia Faszystowska.
- 27 maja – Auguste Piccard i Paul Kipfer wznieśli się balonem stratosferycznym na rekordową wysokość 15 785 m.
- 5 czerwca – niemiecki kanclerz Heinrich Brüning w czasie wizyty w Londynie ostrzegł premiera brytyjskiego Ramsaya MacDonalda, że upadek austriackiego systemu bankowego, spowodowany bankructwem Creditanstalt, stawia cały system bankowości w Niemczech na granicy upadłości.
- 6 czerwca:
  - Jules Renkin został premierem Belgii.
  - w Monachium spłonął doszczętnie Pałac Szklany.
- 13 czerwca – Paul Doumer został prezydentem Francji.
- 14 czerwca – przepełniony wycieczkowy statek „Saint-Philibert”, powracajcy do portu w Nantes z wyspy Île de Noirmoutier, zatonł u ujścia rzeki Loary we Francji, ponad 450 osób straciło życie.
- 15 czerwca – w Waszyngtonie podpisano traktaty przyjaźni, handlowy i konsularny między Polską i Stanami Zjednoczonymi.
- 19 czerwca – pierwsze drzwi otwierane przez fotokomórkę.
- 20 czerwca – Wielki kryzys: prezydent USA Herbert Hoover zaproponował roczne moratorium na spłaty niemieckich reparacji wojennych dla Francji i dla tych krajów zwycięskich w I wojnie światowej, które miały długi względem USA. Była to nieudana próba powstrzymania kryzysu bankowego w Europie Środkowej (ang. Hoover Moratorium).
- 21 czerwca – brytyjska wyprawa dokonała pierwszego wejścia na wierzchołek góry Kamet (7756 m n.p.m.) w Himalajach.
- 24 czerwca – przedłużenie radziecko-niemieckiego układu o neutralności.
- 28 czerwca – w Hiszpanii odbyły się wybory parlamentarne.
- 29 czerwca – Aleksandyr Malinow został po raz trzeci premierem Bułgarii.
- Lipiec – wynalazca John Haven Emerson z Cambridge w stanie Massachusetts udoskonalił Żelazne płuco tuż przed wybuchem epidemii choroby Heinego-Medina.
- Lipiec-sierpień – powódź w centralnych Chinach. Była to ze względu na liczbę ofiar największa klęska żywiołowa w historii cywilizacji. Zginęło szacunkowo (w zależności od źródeł – niektóre źródła podają 4 mln ofiar) od 400 tys. do 3,7 mln osób.
- 1 lipca:
  - Senat Wolnego Miasta Gdańska wypowiedział umowę o porcie macierzystym polskich okrętów wojennych.
  - oficjalnie otwarto największy dworzec kolejowy Mediolanu, i jeden z największych w Europie – Milano Centrale.
- 4 lipca – Amerykanin Percy Beard ustanowił rekord świata w biegu na 110 m ppł. wynikiem 14,2 s.
- 5 lipca – na gliwickim lotnisku wieczorem wylądował sterowiec Graf Zeppelin. Ponad 200 tys. osób z napięciem przyglądało się temu wydarzeniu.
- 16 lipca – cesarz Hajle Syllasje I podpisał pierwszą konstytucję w Etiopii, przekształcając kraj w monarchię konstytucyjną.
- 26 lipca – Badacze Pisma Świętego wybrali na zjeździe w mieście Columbus w stanie Ohio nazwę dla swego związku wyznaniowego – Świadkowie Jehowy.
- sierpień – Karl Guthe Jansky odkrył promieniowanie radiowe Drogi Mlecznej.
- 24 sierpnia:
  - parafowano układ o nieagresji między Francją a ZSRR.
  - brytyjski rząd mniejszościowy z ramienia Partii Pracy premiera Ramsaya MacDonalda podał się do dymisji. Zastąpił go rząd koalicyjny, premierem został ponownie Ramsay MacDonald.
- 31 sierpnia – wylew rzeki Jangcy spowodował, że około 23 miliony ludzi w Chinach zostało bez dachu nad głową.
- 5 września – Międzynarodowy Trybunał Sprawiedliwości w Hadze odrzucił projekt unii celnej między Niemcami i Austrią.
- 9 września – Austriak Friedrich Schmiedl przeprowadził pierwszą udaną próbę poczty rakietowej.
- 10 września – najgorszy cyklon tropikalny w historii Belize pozbawił życia około 1,5 tys. osób.
- 15 września – doszło do strajku marynarzy marynarki wojennej Wielkiej Brytanii z powodu pomniejszenia ich płacy (ang. Invergordon Mutiny).
- 17 września – pierwszy pokaz tzw. wolnoobrotowej płyty gramofonowej.
- 18 września:
  - Incydent mukdeński: Japońska prowokacja, będąca pretekstem dla aneksji Mandżurii.
  - Geli Raubal znaleziono martwą z raną postrzałową serca w apartamencie Hitlera w Monachium.
- 21 września – funt szterling został wycofany z systemu waluty złotej.
- 23 września – Meksyk wstąpił do Ligi Narodów.
- 24 września – podpisano pierwszą międzynarodową konwencję ograniczającą połowy wielorybów.
- 28 września – otwarto ogród zoologiczny w Pradze.
- 1 października:
  - w Niemczech założono nazistowską organizację kobiet BDM.
  - przyznanie kobietom praw wyborczych w Hiszpanii.
- 11–12 października – Harzburg (Niemcy): konferencja z udziałem niemieckich organizacji nacjonalistycznych zakończona ich połączeniem.
- 12 października – w Rio de Janeiro odsłonięto pomnik Chrystusa Odkupiciela.
- 24 października – Al Capone został skazany na karę pozbawienia wolności za przestępstwa podatkowe.
- 27 października – podczas zawodów w Tokio Chūhei Nambu ustanowił rekord świata w skoku w dal (7,98 m), a Mikio Oda rekord świata w trójskoku (15,58 m).
- 6 listopada:
  - Moskwa: na centralnym lotnisku im. M.W. Frunzego otwarto pierwszy w kraju port lotniczy.
  - indyjski mistrz duchowy Meher Baba po raz pierwszy przybył do USA.
- 8 listopada:
  - francuska policja rozpoczęła zakrojoną na szeroką skalę akcję przeciwko korsykańskim przestępcom.
  - Hans-Thilo Schmidt przekazał Francuzom dokumentację wojskowej wersji Enigmy.
  - Kanał Panamski został zamknięty na dwa tygodnie, powodem były uszkodzenia spowodowane przez serię trzęsień ziemi.
- 9 listopada – w Hollywood (USA) zaprezentowano film trójwymiarowy.
- 10 listopada – odbyła się 4. ceremonia wręczenia Oscarów.
- 21 listopada:
  - przedsiębiorstwo AT&T wprowadziło pierwszy na świecie teleks.
  - odbyła się premiera filmu Frankenstein.
- 22 listopada – „Dar Pomorza” pierwszy raz przepłynął równik.
- 5 grudnia – wysadzono w powietrze moskiewską Cerkiew Chrystusa Zbawiciela w celu zbudowania na jej miejscu gigantycznego gmachu Pałacu Rad, którego budowy jednak nigdy nie ukończono.
- 8 grudnia:
  - Carl Friedrich Goerdeler został mianowany Głównym Komisarzem w Niemczech, do walki z inflacją, w rządzie kanclerza Heinricha Brüninga.
  - Luis Miguel Sánchez Cerro został prezydentem Peru.
- 9 grudnia – uchwalono Konstytucję Republiki Hiszpańskiej. Hiszpania stała się republiką.
- 10 grudnia:
  - ogłoszenie konstytucji Hiszpanii.
  - Niceto Alcalá-Zamora został wybrany prezydentem Drugiej Republiki Hiszpańskiej.
  - uruchomiono kombinat hutniczy w Magnitogorsku.
- 11 grudnia:
  - Niceto Alcalá-Zamora został pierwszym prezydentem Drugiej Republiki Hiszpańskiej.
  - uchwalono Statut Westminsterski regulujący działanie Brytyjskiej Wspólnoty Narodów.
- 13 grudnia – premier japoński Reijirō Wakatsuki podał się do dymisji.
- 14 grudnia – przedsiębiorstwo Bentley Motors Limited zostało kupione przez Rolls-Royce’a.
- 15 grudnia – Lin Sen został prezydentem Republiki Chińskiej.
- 16 grudnia:
  - wyburzono Cerkiew Odkupienia w Moskwie.
  - koalicja demokratycznych partii i organizacji niemieckich utworzyła tzw. Front Żelazny.
- 19 grudnia – w kościele protestanckim w Severin odbył się ślub Josepha Goebbelsa i Magdy Quandt.
- 29 grudnia:
  - Harold Clayton Urey poinformował o odkryciu ciężkiej wody, czyli tlenku deuteru.
  - amerykański botanik Cyrus Lundell odkrył z powietrza Calakmul, jedno z największych starożytnych miast Majów na Jukatanie w Meksyku.
- Deuter został odkryty przez Harolda Claytona Ureya, chemika z Uniwersytetu Columbia, laureata Nagrody Nobla w 1934.
- Jeden z najsłynniejszych obrazów Salvadora Dalego Trwałość pamięci został po raz pierwszy wystawiony w Paryżu w galerii Pierre Colle.
- W USA powstała komisja (ang. National Committee for Modification of the Volstead Act), której celem było uchylenie ustawy o prohibicji.
- Nazwa osady Ust'-Abakansk została zmieniona na Abakan.
- Zalegalizowano kasyna w Nevadzie.
- Grupa norweskich polarników pod dowództwem Halvarda Devolda dokonała „prywatnej” okupacji niezamieszkanej wsch. części Grenlandii w imieniu króla Norwegii Haakona VII.

## Urodzili się
- 1 stycznia:
  - Siergiej Adian, rosyjski matematyk pochodzenia ormiańskiego (zm. 2020)
  - Jerzy Ambroziewicz, polski dziennikarz (zm. 1995)
  - Barbara Bielecka, polska architekt (zm. 2019)
- 2 stycznia:
  - Janina Altman, izraelska chemiczka, pisarka (zm. 2022)
  - Eugeniusz Duraczyński, polski historyk (zm. 2020)
  - Toshiki Kaifu, japoński polityk, premier Japonii (zm. 2022)
  - Marian Kaznowski, polski żużlowiec, sędzia żużlowy (zm. 2009)
  - Marino Morettini, włoski kolarz torowy (zm. 1990)
  - Jan Such, polski filozof (zm. 2024)
  - František Šafránek, czeski piłkarz (zm. 1987)
  - Tadeusz Zabłocki, polski prezbiter katolicki (zm. 2024)
- 3 stycznia – Józef Walczak, polski piłkarz, trener (zm. 2016)
- 4 stycznia:
  - William Deane, australijski prawnik, polityk, gubernator generalny Australii
  - Nora Iuga, rumuńska pisarka
  - Lala Mara, fidżyjska polityk, pierwsza dama (zm. 2004)
  - Guido Messina, włoski kolarz torowy i szosowy (zm. 2020)
- 5 stycznia:
  - Alvin Ailey, amerykański tancerz i choreograf (zm. 1989)
  - Edward G. Biester, amerykański polityk
  - Alfred Brendel, austriacki pianista, pedagog, pisarz i poeta (zm. 2025)
  - Walt Davis, amerykański lekkoatleta, skoczek wzwyż, koszykarz (zm. 2020)
  - Gérard Defois, francuski duchowny katolicki, arcybiskup Lille
  - Robert Duvall, amerykański aktor, reżyser, scenarzysta i producent filmowy
  - Henryk Kozieł, polski trener boksu (zm. 2022)
  - Janusz Kubik, polski reżyser, scenarzysta i operator filmowy (zm. 1999)
  - Władysław Pabisz, polski hokeista (zm. 2007)
  - Percy Schmeiser, kanadyjski rolnik, działacz społeczny (zm. 2020)
- 6 stycznia:
  - Alicja Cmoluchowa, polska uczona, heteropterolog
  - Edgar Laurence Doctorow, amerykański pisarz, wykładowca uniwersytecki (zm. 2015)
  - Juan Goytisolo, hiszpański pisarz (zm. 2017)
  - Daniel Luliński, polski dziennikarz i publicysta
  - Józef Wieczorek, polski piłkarz (zm. 2003)
- 7 stycznia:
  - Zbigniew Ciok, polski inżynier elektryk (zm. 2017)
  - Mirja Hietamies, fińska biegaczka narciarska (zm. 2013)
  - Pierina Morosini, włoska tercjarka franciszkańska, męczennica, błogosławiona katolicka (zm. 1957)
  - Rolando Rivi, włoski kleryk, męczennik, błogosławiony katolicki (zm. 1945)
- 8 stycznia:
  - Ryszard Brykowski, polski historyk sztuki, profesor nauk humanistycznych (zm. 2017)
  - Janusz Ekiert, polski muzykolog, krytyk muzyczny (zm. 2016)
  - Ryszard Majewski, polski pułkownik, wykładowca akademicki, pisarz (zm. 2007)
  - Wiktor Makarenko, radziecki polityk (zm. 2007)
  - Walenty Szczepaniak, polski chemik, wykładowca akademicki (zm. 2024)
- 9 stycznia:
  - Ángel Berni, paragwajski piłkarz (zm. 2017)
  - Algis Budrys, amerykański pisarz pochodzenia litewskiego (zm. 2008)
  - Henryk Kluba, polski reżyser filmowy, aktor, pedagog (zm. 2005)
- 10 stycznia:
  - Peter Barnes, brytyjski reżyser, scenarzysta i producent filmowy, dramaturg (zm. 2004)
  - Olaf B. Bjørnstad, norweski skoczek narciarski (zm. 2013)
  - Halina Daniszewska, polska polityk, poseł na Sejm PRL (zm. 2021)
  - Zygmunt Dmochowski, polski poeta (zm. 2013)
  - Jerzy Riegel, polski artysta fotograf (zm. 2019)
  - Jan (Ziziulas), grecki duchowny prawosławny, teolog, biskup metropolita Pergamonu (zm. 2023)
- 11 stycznia:
  - Cirilo Almario, filipiński duchowny katolicki, biskup Malolos (zm. 2016)
  - Mieczysław Inglot, polski historyk literatury, profesor nauk humanistycznych (zm. 2019)
  - Aleksander Müller, polski ekonomista, wykładowca akademicki (zm. 2012)
  - Andrzej Wilczkowski, polski taternik i alpinista (zm. 2022)
- 12 stycznia:
  - Roland Alphonso, jamajski saksofonista, kompozytor pochodzenia kubańskiego (zm. 1998)
  - Jan Kadłubiski, polski pianista i pedagog (zm. 2025)
  - Domingo Salvador Castagna, argentyński duchowny katolicki, arcybiskup Corrientes
- 13 stycznia:
  - Ignacio Noguer Carmona, hiszpański duchowny katolicki, biskup Guadix i Huelvy (zm. 2019)
  - Jerzy Stanisław Czajkowski, polski poeta, publicysta (zm. 2015)
  - Włodzimierz Dusiewicz, polski reżyser i scenarzysta filmów dokumentalnych, prezes Federacji Rodzin Katyńskich (zm. 2024)
  - Witold Filler, polski pisarz, teatrolog, krytyk, satyryk, dziennikarz (zm. 2009)
  - Rip Taylor, amerykański komik i aktor (zm. 2019)
- 14 stycznia:
  - Şükrü Ersoy, turecki piłkarz
  - Janusz Fekecz, polski dyplomata i tłumacz (zm. 2024)
  - Manuel Galbán, kubański gitarzysta, członek zespołu Buena Vista Social Club (zm. 2011)
  - Witold Tokarski, polski aktor (zm. 2022)
  - Caterina Valente, włoska piosenkarka, gitarzystka, tancerka, aktorka (zm. 2024)
- 15 stycznia:
  - Jan Błoński, eseista, krytyk literacki, tłumacz literatury francuskiej, profesor UJ (zm. 2009)
  - Teresa Dunin-Karwicka, polski etnograf i etnolog (zm. 2024)
  - Józef Iwiański, polski architekt
  - Tarit Kumar Sett, indyjski kolarz szosowy (zm. 2014)
- 16 stycznia:
  - Shuhrat Abbosov, uzbecki reżyser i scenarzysta filmowy (zm. 2018)
  - John Collins, walijski sportowiec (zm. 2017)
  - Johannes Rau, niemiecki polityk, prezydent Niemiec (zm. 2006)
- 17 stycznia:
  - James Earl Jones, amerykański aktor (zm. 2024)
  - Mieczysław Piecka, polski polityk, radca prawny, poseł na Sejm II kadencji (zm. 2018)
  - Joseph Willy Romélus, haitański duchowny rzymskokatolicki, biskup Jérémie (zm. 2025)
- 18 stycznia:
  - Chun Doo-hwan, południowokoreański generał, polityk, prezydent Korei Południowej (zm. 2021)
  - Zbigniew Landau, polski historyk, ekonomista (zm. 2018)
  - Henryk Szymborski, polski piłkarz (zm. 2008)
  - Alicja Zommer, polska aktorka (zm. 2016)
- 19 stycznia:
  - Ingrid Andree(inne języki), niemiecka aktorka
  - Carl Brashear, amerykański żołnierz marynarki wojennej, nurek (zm. 2006)
  - Huguette Caland, libańska malarka, rzeźbiarka (zm. 2019)
  - Philip Greaves, barbadoski polityk, p.o. gubernatora generalnego
  - Jerzy Adam Marszałkowicz, polski duchowny katolicki, działacz społeczny (zm. 2019)
  - Ron Packard, amerykański polityk
  - Horace Parlan, amerykański pianista i kompozytor jazzowy (zm. 2017)
- 20 stycznia:
  - Sawako Ariyoshi, japońska pisarka (zm. 1984)
  - Ida Blom, norweska historyk (zm. 2016)
  - David Morris Lee, amerykański fizyk, laureat Nagrody Nobla
- 21 stycznia:
  - Boris Archangielski, rosyjski szachista (zm. 2010)
  - Lechosław Goździk, polski związkowiec, samorządowiec (zm. 2008)
  - Yoshiko Kuga, japońska aktorka (zm. 2024)
  - Zuzanna Topolińska, polska językoznawca
- 22 stycznia:
  - Elfriede Blauensteiner, austriacka seryjna morderczyni (zm. 2003)
  - Sam Cooke, amerykański kompozytor, piosenkarz (zm. 1964)
  - Alessandro Dordi, włoski duchowny katolicki, misjonarz, męczennik, błogosławiony (zm. 1991)
  - Bengt Eriksson, szwedzki kombinator norweski, skoczek narciarski (zm. 2014)
  - Josef Hamerl, austriacki piłkarz (zm. 2017)
  - Wincenty Kilarski, polski profesor nauk przyrodniczych (zm. 2025)
  - Barbara Kosmowska-Ceranowicz, polska badaczka bursztynu
  - Rauno Mäkinen, fiński zapaśnik (zm. 2010)
  - Stanisław Milewski, polski pisarz (zm. 2013)
  - Galina Zybina, rosyjska lekkoatletka, oszczepniczka i dyskobolka (zm. 2024)
- 23 stycznia:
  - Barbara Jaruzelska, polska germanistka, pierwsza dama (zm. 2017)
  - Bertil Stridh, szwedzki żużlowiec (zm. 2013)
  - Valdir, brazylijski piłkarz (zm. 2020)
- 24 stycznia:"
  - Zbigniew Bobak, polski polityk, poseł na Sejm RP (zm. 2025)
  - Jan Bratkowski, polski aktor, reżyser teatralny (zm. 2015)
  - Ivar Genesjö, szwedzki szpadzista (zm. 2020)
  - Lars Hörmander, szwedzki matematyk (zm. 2012)
  - Stanisław Węgrzyn, polski genetyk (zm. 2008)
- 25 stycznia
  - Günter Biermann, niemiecki polityk (zm. 1997)
  - Federico Edwards, argentyński piłkarz (zm. 2016)
  - Riccardo Filippi, włoski kolarz szosowy (zm. 2015)
  - Joseph Fiorenza, amerykański duchowny katolicki, arcybiskup metropolita Galveston-Houston (zm. 2022)
  - Paavo Haavikko, fiński pisarz (zm. 2008)
  - Dean Jones, amerykański aktor (zm. 2015)
  - Divo Zadi, włoski duchowny katolicki, biskup Civita Castellana (zm. 2021)
- 26 stycznia:
  - Kazimierz Albin Dobrowolski, polski biolog (zm. 2002)
  - Gösta Eriksson, szwedzki wioślarz (zm. 2024)
  - Wiktor Haglauer, polski koszykarz (zm. 2025)
  - Stanisław Królak, polski kolarz szosowy, zwycięzca Wyścigu Pokoju w 1956 (zm. 2009)
  - Lech Leciejewicz, polski archeolog, mediewista (zm. 2011)
  - Lothar Meister, niemiecki kolarz torowy i szosowy (zm. 2021)
  - Bernard Panafieu, francuski duchowny katolicki, arcybiskup Marsylii, kardynał (zm. 2017)
- 27 stycznia:
  - Marianna Bączek, polska śpiewaczka z Puszczy Zielonej
  - Mieczysław Dachowski, polski generał dywizji (zm. 2019)
  - Ernst Kozlicek, austriacki piłkarz (zm. 2023)
  - Mordecai Richler, kanadyjski pisarz, scenarzysta filmowy pochodzenia żydowskiego (zm. 2001)
  - Edward Zając, polski historyk, archiwista, muzealnik (zm. 2014)
- 28 stycznia:
  - Lucia Bosé, włoska aktorka (zm. 2020)
  - Naci Erdem, turecki piłkarz (zm. 2022)
  - Tadeusz Hanausek, polski prawnik, profesor kryminalistyki (zm. 2002)
  - Sakyō Komatsu, japoński pisarz science fiction, scenarzysta filmowy (zm. 2011)
  - Zofia Oraczewska, polska reżyserka filmów animowanych (zm. 1997)
  - Jerzy Antoni Wojciechowski, polski chemik, wynalazca (zm. 1995)
- 29 stycznia:
  - Dennis Creffield, brytyjski artysta grafik, rysownik (zm. 2018)
  - Marek Kabat, polski polityk, poseł na Sejm PRL (zm. 2017)
  - Adam Macedoński, polski artysta plastyk, poeta, działacz opozycji antykomunistycznej
  - Ferenc Mádl, węgierski prawnik, wykładowca akademicki, polityk, prezydent Węgier (zm. 2011)
  - Ernest Schultz, francuski piłkarz pochodzenia niemieckiego (zm. 2013)
  - Włodzimierz Scisłowski, polski satyryk, autor tekstów piosenek (zm. 1994)
  - Damian (Zamarajew), ukraiński biskup prawosławny
- 30 stycznia:
  - Jedidja Be’eri, izraelski prawnik, polityk (zm. 2004)
  - Charlie Neal, amerykański baseballista (zm. 1996)
  - Dimitrios Pagoropulos, grecki prawnik, polityk, eurodeputowany (zm. 2000)
- 31 stycznia:
  - Ernie Banks, amerykański baseballista (zm. 2015)
  - Ryszard Bryk, polski polityk, poseł na Sejm PRL (zm. 2020)
  - Christopher Chataway, brytyjski lekkoatleta, średnio- i długodystansowiec, polityk (zm. 2014)
  - Nicholas Gordon-Lennox, brytyjski arystokrata, dyplomata (zm. 2004)
  - Frank Loughran, australijski piłkarz pochodzenia północnoirlandzkiego (zm. 2008)
  - Andrzej Płocki, polski aktor, scenograf (zm. 2005)
- 1 lutego:
  - Iajuddin Ahmed, banglijski polityk, prezydent Bangladeszu (zm. 2012)
  - Madeleine Berthod, szwajcarska narciarka alpejska
  - Boris Jelcyn, rosyjski polityk, prezydent Rosji (zm. 2007)
  - Ryszard Löw, polski publicysta (zm. 2024)
  - Stanisław Nykiel, polski łyżwiarz szybki (zm. 2016)
  - Antoni Pszoniak, polski aktor (zm. 2018)
  - Zdzisław Soczewiński, polski bokser, trener (zm. 2016)
  - Andrzej Szafiański, polski reżyser teatralny i filmowy, scenarzysta (zm. 1973)
- 2 lutego:
  - Dries van Agt, holenderski prawnik, dyplomata, polityk, minister sprawiedliwości, premier Holandii (zm. 2024)
  - Marija Gusakowa, rosyjska biegaczka narciarska (zm. 2022)
  - Bogdan Hillebrandt, polski historyk pochodzenia żydowskiego
  - Wojciech Janusz, polski geodeta, kartograf (zm. 2012)
  - Andrzej Kudelski, polski reporter radiowy, autor tekstów piosenek (zm. 1980)
- 3 lutego:
  - Jan Bujak, polski etnograf, wykładowca akademicki (zm. 1991)
  - Anna Hozakowska, polska uczestniczka powstania warszawskiego (zm. 2016)
  - Sław Krzemień-Ojak, polski filozof, tłumacz (zm. 2012)
- 4 lutego:
  - Peter Brotherton, brytyjski kolarz torowy
  - Isabel Perón, argentyńska polityk, wiceprezydent i prezydent Argentyny
  - Andrzej Wiktor, polski zoolog (zm. 2018)
- 5 lutego:
  - Wim van Eekelen, holenderski polityk, dyplomata (zm. 2025)
  - Giovanni Marra, włoski duchowny katolicki, arcybiskup Mesyny (zm. 2018)
  - Drummond Matthews, brytyjski geolog, geofizyk (zm. 1997)
  - Krystyna Radzikowska, polska szachistka (zm. 2006)
  - Józef Karol Siciak, polski matematyk, wykładowca akademicki (zm. 2017)
  - Irena Szramowska-German, polska aktorka (zm. 2018)
  - Horst Tüller, niemiecki kolarz szosowy i torowy (zm. 2001)
- 6 lutego:
  - Wiesław Górnicki, polski reportażysta, publicysta, dziennikarz, polityk (zm. 1996)
  - Czesław Król, polski rzeźbiarz samouk (zm. 1971)
  - Rip Torn, właśc. Elmore Rual Torn Jr., amerykański aktor filmowy i telewizyjny, laureat nagrody Emmy (zm. 2019)
  - Mamie Van Doren, amerykańska aktorka
  - Ricardo Vidal, filipiński duchowny katolicki, arcybiskup Cebu, kardynał (zm. 2017)
- 7 lutego:
  - Pierre Chambon, francuski genetyk, wykładowca akademicki
  - Öwez Koçumow, turkmeński piłkarz, trener i sędzia piłkarski (zm. 2013)
  - Leszek Sołonowicz, polski architekt (zm. 1984)
- 8 lutego:
  - Bohdan Butenko, polski rysownik, ilustrator, grafik, autor komiksów oraz książek (zm. 2019)
  - James Dean, właśc. James Byron, amerykański aktor (zm. 1955)
  - Władysław Jacher, polski socjolog (zm. 2009)
  - Tadeusz Woźniakowski, polski piosenkarz, śpiewak operetkowy i kompozytor muzyki rozrywkowej
- 9 lutego:
  - Thomas Bernhard, austriacki pisarz i dramaturg (zm. 1989)
  - Imanuel Geiss, niemiecki historyk (zm. 2012)
  - Josef Masopust, czechosłowacki piłkarz, trener (zm. 2015)
  - Robert Morris, amerykański rzeźbiarz, artysta konceptualny i pisarz (zm. 2018)
  - Marek Walicki, polski dziennikarz emigracyjny
- 10 lutego:
  - Ole Due, duński prawnik (zm. 2005)
  - Gordon Pirie, brytyjski lekkoatleta, długodystansowiec (zm. 1991)
- 11 lutego:
  - Buz Lukens, amerykański polityk (zm. 2010)
  - Louis Mbwôl-Mpasi, duchowny katolicki z Demokratycznej Republiki Konga, biskup Idiofa
  - Irena Stasiewicz-Jasiukowa, polska historyk nauki i kultury (zm. 2011)
- 12 lutego:
  - Agustín García-Gasco Vicente, hiszpański duchowny katolicki, arcybiskup Walencji, kardynał (zm. 2011)
  - Jerzy Jaruzelski, polski dziennikarz, historyk (zm. 2019)
  - Connie Morella, amerykańska polityk
  - Adam Szymusik, polski psychiatra (zm. 2000)
- 13 lutego:
  - Éva Heyman, rumuńska Żydówka (zm. 1944)
  - Georg Stoltze, niemiecki kolarz szosowy i torowy (zm. 2007)
  - Krystyna Strużyna, polska pisarka (zm. 2003)
  - Józef Szymański, polski historyk (zm. 2011)
- 14 lutego:
  - Valeriu Bularca, rumuński zapaśnik (zm. 2017)
  - Stanko Lorger, słoweński lekkoatleta, płotkarz i sprinter (zm. 2014)
  - Karol Poznański, polski pedagog (zm. 2022)
  - Nílton de Sordi, brazylijski piłkarz (zm. 2013)
  - Tadeusz Szczepaniak, polski ekonomista, wykładowca akademicki (zm. 2018)
  - Julia Zabłocka, polska historyk, wykładowczyni akademicka (zm. 1993)
- 15 lutego:
  - Claire Bloom, brytyjska aktorka
  - Jurij Osipjan, rosyjski fizyk (zm. 2008)
  - Janusz Wyżnikiewicz, polski architekt (zm. 2019)
- 16 lutego:
  - Bobby Collins, szkocki piłkarz, trener (zm. 2014)
  - Jan Kauder, polski piłkarz (zm. 1990)
  - Edmund Kowal, polski piłkarz (zm. 1960)
  - Armindo Lopes Coelho, portugalski duchowny katolicki, biskup Viana do Castelo i Porto (zm. 2010)
  - Tadeusz Niewiadomski, polski rzeźbiarz, żołnierz AK (zm. 2006)
  - Ken Takakura, japoński aktor (zm. 2014)
- 17 lutego:
  - Zdzisław Barszczewski, polski generał brygady, inżynier
  - Jiřina Jirásková, czeska aktorka (zm. 2013)
  - Ludwik Natkaniec, polski pilot doświadczalny (zm. 1999)
- 18 lutego:
  - Izabella Galicka, polska historyk sztuki, nauczyciel akademicki, działaczka społeczna (zm. 2019)
  - Jerzy Gierałtowski, polski prozaik (zm. 2001)
  - Toni Morrison, amerykańska powieściopisarka i eseistka, laureatka Nagrody Nobla (zm. 2019)
  - Roman Ney, polski geolog, polityk, poseł na Sejm RP (zm. 2020)
- 19 lutego:
  - Wanda Brzyska, polska chemik, wykładowczyni akademicka (zm. 2020)
  - Ryszard Chachulski, polski rzeźbiarz (zm. 2012)
  - Ałła Łarionowa, rosyjska aktorka (zm. 2000)
  - Teresa Łaska-Mierzejewska, polska antropolog, wykładowczyni akademicka (zm. 2016)
  - Ludwik Maźnicki, polski polityk, poseł na Sejm PRL
  - Camillo Ruini, włoski duchowny katolicki, biskup pomocniczy Reggio Emilia, wikariusz generalny Rzymu, kardynał
  - Marceli Strzykalski, polski piłkarz, trener (zm. 2014)
  - Gieorgij Władimow, rosyjski pisarz, dysydent (zm. 2003)
- 20 lutego:
  - Walter Kieber, liechtensteiński prawnik, polityk, premier Liechtensteinu (zm. 2014)
  - John Milnor, amerykański matematyk
  - Boris Pankin, rosyjski dziennikarz, dyplomata, polityk
  - Wojciech Pomykało, polski pedagog
- 21 lutego:
  - Andrzej Ajnenkiel, polski historyk, profesor (zm. 2015)
  - Ingrid Appelquist, szwedzka curlerka
  - László Huzsvár, serbski duchowny katolicki pochodzenia węgierskiego, biskup Zrenjanin (zm. 2016)
  - Anna Milewska, polska aktorka
  - Irena Senderska-Rzońca, Polka, Sprawiedliwa wśród Narodów Świata (zm. 2025)
- 22 lutego:
  - Maret-Mai Otsa, estońska koszykarka (zm. 2020)
  - Wojciech Dindorf, polski fizyk
  - Zbigniew Doda, polski szachista (zm. 2013)
  - Stanisław Karolak, polski językoznawca, romanista, slawista (zm. 2009)
  - Krzysztof Malkiewicz, polsko-amerykański reżyser i operator filmowy
  - Charanjit Singh, indyjski hokeista na trawie (zm. 2022)
- 23 lutego:
  - Jauhien Babosau, białoruski filozof, socjolog, polityk
  - Linda Cristal, amerykańska aktorka pochodzenia argentyńskiego (zm. 2020)
  - Peter R. Huttenlocher, niemiecko-amerykański neurolog, pediatra (zm. 2013)
  - Gustav-Adolf Schur, niemiecki kolarz szosowy
  - Tom Wesselmann, amerykański malarz (zm. 2004)
- 24 lutego:
  - James Abourezk, amerykański polityk, senator ze stanu Dakota Południowa (zm. 2023)
  - Jerzy Altkorn, polski ekonomista (zm. 2004)
  - Dominic Chianese, amerykański aktor
  - Janusz Kaczmarski, polski malarz, pedagog (zm. 2009)
  - Charlie Logg, amerykański wioślarz
  - Taizan Maezumi, japoński mistrz zen (zm. 1995)
  - Uri Orlew, izraelski pisarz, tłumacz (zm. 2022)
  - Maria Piątkowska, polska lekkoatletka, sprinterka i płotkarka (zm. 2020)
  - Lew Worobjow, radziecki pułkownik lotnictwa, kosmonauta (zm. 2010)
- 25 lutego:
  - Lorenzo Acquarone, włoski prawnik, polityk (zm. 2020)
  - Eric Edgar Cooke, australijski seryjny morderca (zm. 1964)
  - Ernest Gondzik, polski zapaśnik (zm. 2021)
  - Ilja Kaliniczenko, radziecki generał pułkownik, funkcjonariusz służb specjalnych (zm. 1997)
  - Edward Kellett-Bowman, brytyjski polityk, eurodeputowany (zm. 2022)
  - Jan Koch, polski inżynier mechanik (zm. 2023)
- 26 lutego:
  - Helena Dmowska, polska lekkoatletka, dyskobolka (zm. 2019)
  - Ally MacLeod, szkocki piłkarz, trener (zm. 2004)
  - Claude Piron, szwajcarski lingwista, tłumacz, psycholog (zm. 2008)
  - Joanna Szczepińska-Tramer, polska i francuska historyczka sztuki
  - Josephine Tewson, brytyjska aktorka (zm. 2022)
- 27 lutego:
  - Wacław Dec, polski profesor, ginekolog i położnik (zm. 1997)
  - Pelagia Pająk, polska inżynier rolnictwa, polityk, poseł na Sejm PRL (zm. 2025)
  - Henryk M. Wiśniewski, polsko-amerykański neuropatolog (zm. 1999)
- 28 lutego:
  - Gavin MacLeod, amerykański aktor (zm. 2021)
  - Dean Smith, amerykański trener koszykarski (zm. 2015)
  - Andrzej Sycz, polski fizyk, astronom, filozof, wykładowca akademicki, malarz, tłumacz, wynalazca (zm. 1995)
  - Nina Wołosowicz, polska biochemik, wykładowczyni akademicka (zm. 2019)
- 1 marca:
  - Ryszard Dadlez, polski geolog, wykładowca akademicki (zm. 2008)
  - Aluísio Francisco da Luz, brazylijski piłkarz (zm. 2020)
  - Zbigniew Dąbrowski, polski działacz oświatowy, polityk, poseł na Sejm PRL (zm. 1983)
  - Lamberto Dini, włoski ekonomista i polityk, premier Włoch
- 2 marca:
  - Patrick Cooney, irlandzki prawnik i polityk
  - Michaił Gorbaczow (Михаил Сергеевич Горбачёв), radziecki polityk, ostatni przywódca ZSRR, laureat Pokojowej Nagrody Nobla (zm. 2022)
  - Duane Graveline, amerykański lekarz, astronauta (zm. 2016)
- 3 marca:
  - Anatolij Diatłow, rosyjski inżynier, elektroenergetyk (zm. 1995)
  - Stanisław Góra, polski profesor nauk technicznych (zm. 1996)
  - Lawrence Hauben, amerykański aktor, scenarzysta filmowy (zm. 1985)
  - Kang Sŏng San, północnokoreański polityk, premier (zm. 2007)
  - Henryk Kocój, polski historyk (zm. 2024)
  - Mariusz Kulicki, polski prawnik, wykładowca akademicki (zm. 2021)
- 4 marca:
  - Kazimierz Bossy, polski kontradmirał (zm. 2002)
  - William Keeler, amerykański duchowny katolicki, arcybiskup Baltimore, kardynał (zm. 2017)
  - Albin Plank, austriacki skoczek narciarski (zm. 2019)
  - Kazimierz Radowicz, polski pisarz, scenarzysta, autor słuchowisk (zm. 2018)
  - Alice Rivlin, amerykańska ekonomistka (zm. 2019)
  - Wacław Sąsiadek, polski piłkarz (zm. 2017)
- 5 marca:
  - Kazimierz Balawajder, polski działacz partyjny, polityk, poseł na Sejm PRL (zm. 1979)
  - Tamaz Cziladze, gruziński pisarz (zm. 2018)
  - Tamara Miansarowa, rosyjska piosenkarka (zm. 2017)
  - Rudolf Ströbinger, niemiecki pisarz, dziennikarz, publicysta (zm. 2005)
- 6 marca:
  - Janusz Badora, polski trener siatkówki
  - Carlo Galli, włoski piłkarz (zm. 2022)
  - Hal Needham, amerykański reżyser i kaskader (zm. 2013)
  - Jimmy Stewart, brytyjski kierowca wyścigowy (zm. 2008)
- 7 marca:
  - Maria Wąsowska, polska artystka, graficzka (zm. 1993)
  - Sailor Roberts, amerykański profesjonalny pokerzysta (zm. 1995)
  - Walter Taibo, urugwajski piłkarz, bramkarz (zm. 2021)
  - Tomasz Wodzicki, polski botanik
- 8 marca:
  - Szałwa Amonaszwili, gruziński pedagog i psycholog
  - Lloyd Knibb, jamajski perkusista, członek zespołu The Skatalites (zm. 2011)
  - Heinz Mack, niemiecki malarz, rzeźbiarz, fotograf, rysownik
  - Neil Postman, amerykański filozof, medioznawca, krytyk kultury (zm. 2003)
  - Gerald Potterton, kanadyjski reżyser, scenarzysta, animator i producent filmowy (zm. 2022)
  - Roman Wapiński, polski historyk, profesor nauk humanistycznych (zm. 2008)
- 9 marca:
  - Rogelio Domínguez, argentyński piłkarz, bramkarz (zm. 2004)
  - León Febres Cordero Ribadeneyra, ekwadorski inżynier, polityk, prezydent Ekwadoru (zm. 2008)
  - Janusz Kidawa, polski reżyser filmowy (zm. 2010)
  - Antonio Rosado, meksykański zapaśnik
  - Aleksander Rowiński, autor reportaży, powieściopisarz (zm. 2021)
- 10 marca:
  - Janusz Lewandowski, polski dyplomata (zm. 2013)
  - Bernadetta Matuszczak, polska kompozytorka (zm. 2021)
  - Tadeusz Różycki, polski działacz kombatancki, uczestnik powstania warszawskiego
  - Henryk Świderski, polski polityk, poseł na Sejm PRL (zm. 1994)
- 11 marca:
  - Marisa Del Frate, włoska aktorka, piosenkarka (zm. 2015)
  - Janosch, niemiecki pisarz, autor literatury dziecięcej
  - Sverre Kråkenes, norweski wioślarz
  - Rupert Murdoch, australijski wydawca
  - Anna Trojanowska-Kaczmarska, polska malarka, pedagog, historyk i teoretyk sztuki (zm. 2007)
- 12 marca:
  - Józef Boniek, polski piłkarz, trener (zm. 2019)
  - George Cummins, irlandzki piłkarz (zm. 2009)
  - Halina Jabłonowska, polska aktorka
  - Tadeusz Szczygieł, polski generał (zm. 2022)
  - Józef Tischner, polski duchowny katolicki, filozof (zm. 2000)
  - Jerzy Tuszewski, polski dziennikarz, reżyser radiowy i teatralny, reżyser i scenarzysta filmów dokumentalnych (zm. 2016)
- 13 marca:
  - Joseph Antic, indyjski hokeista na trawie (zm. 2016)
  - Czesław Banach, polski pedagog (zm. 2020)
  - Régis Belzile, kanadyjski duchowny katolicki, biskup Moundou (zm. 2018)
  - Henry Källgren, szwedzki piłkarz (zm. 2005)
  - Wolfgang Kohlhaase, niemiecki pisarz, scenarzysta i reżyser filmowy (zm. 2022)
  - Kyösti Lehtonen, fiński zapaśnik (zm. 1987)
- 14 marca:
  - Ian Adam, brytyjski śpiewak operowy (tenor), trener śpiewu (zm. 2007)
  - José Carlos de Oliveira, brazylijski duchowny katolicki, biskup Rubiataba-Mozarlândia
  - Norberto Conde, argentyński piłkarz (zm. 2014)
  - Léonard Dhejju, kongijski duchowny katolicki, biskup Bunia (zm. 2019)
  - Dionizy Maliszewski, polski poeta, publicysta, działacz społeczny (zm. 1987)
  - Lisbeth Palme, szwedzka psycholog, działaczka społeczna (zm. 2018)
  - Anja Pohjola, fińska aktorka
  - Frank Sando, brytyjski lekkoatleta, długodystansowiec (zm. 2012)
  - Anna Strońska, polska reporterka, pisarka i publicystka (zm. 2007)
  - Sylwester Wójcik, polski prawnik, wykładowca akademicki (zm. 2005)
- 15 marca:
  - Michaił Busygin, radziecki polityk (zm. 2016)
  - Witold Jurczyk, polski chirurg, anestezjolog (zm. 2016)
  - Ante Popowski, macedoński poeta (zm. 2003)
- 16 marca:
  - Ángel Atienza, hiszpański piłkarz, artysta, rzeźbiarz (zm. 2015)
  - Elliot Belgrave, barbadoski sędzia, polityk, gubernator generalny
  - Augusto Boal, brazylijski reżyser, dramaturg, działacz teatralny, pedagog (zm. 2009)
  - Wiktor Bystrow, rosyjski bokser (zm. 1992)
  - Lech Konopiński, polski poeta, satyryk, autor tekstów piosenek (zm. 2023)
  - Józef Sobieraj, polski generał brygady pilot (zm. 1989)
  - Jolanta Tubielewicz, polska japonistka, wykładowczyni akademicka (zm. 2003)
- 17 marca:
  - Krystyna Cybińska, polska ceramiczka i pedagog
  - Pietro Gabrielli, włoski duchowny katolicki, wikariusz apostolski Méndez w Ekwadorze
  - Bogusław Kreja, polski językoznawca (zm. 2002)
  - Eugeniusz Robaczewski, polski aktor (zm. 2003)
  - Thorvald Strömberg, fiński kajakarz (zm. 2010)
  - Andrzej Zwierzak, polski chemik (zm. 2019)
- 18 marca:
  - Vlastimil Bubník, czeski piłkarz, hokeista (zm. 2015)
  - Howard Coble, amerykański polityk (zm. 2015)
  - Aristide Gunnella, włoski prawnik, polityk (zm. 2025)
  - Ian McMillan, szkocki piłkarz (zm. 2024)
  - John Mollo, brytyjski kostiumograf filmowy (zm. 2017)
- 19 marca:
  - Emma Andijewska, ukraińska poetka, prozaik i malarka
  - Józef Kuczyński, polski lekarz weterynarii, polityk, senator RP (zm. 2005)
  - Alan Newton, brytyjski kolarz torowy (zm. 2023)
  - Ed Parker, amerykański znawca sztuk walki, instruktor, autor pokazów (zm. 1990)
  - Józef Rubiś, polski biegacz narciarski, biathlonista (zm. 2010)
  - Józef Szewczyk, polski generał brygady, prawnik (zm. 2022)
- 20 marca:
  - Peter Prabhu, indyjski duchowny katolicki, arcybiskup, nuncjusz apostolski (zm. 2013)
  - Karen Steele, amerykańska aktorka filmowa (zm. 1988)
- 21 marca – Alda Merini, włoska poetka, aforystka i pisarka (zm. 2009)
- 22 marca:
  - Edmund Collins, australijski duchowny katolicki, biskup Darwin (zm. 2014)
  - Robert Donnelly, amerykański duchowny katolicki, biskup Toledo (zm. 2014)
  - Burton Richter, amerykański fizyk, laureat Nagrody Nobla (zm. 2018)
  - William Shatner, kanadyjski aktor
  - Ann Shulgin, amerykańska chemik, pisarka (zm. 2022)
- 23 marca:
  - Clóvis Frainer, brazylijski duchowny katolicki, biskup prałatury terytorialnej Coxim, arcybiskup Manaus i Juiz de Fora (zm. 2017)
  - Jewgienij Griszyn, rosyjski łyżwiarz szybki (zm. 2005)
  - Boris Guriewicz, rosyjski zapaśnik (zm. 1995)
  - Alfred Kaftal, polski prawnik, wykładowca akademicki (zm. 1995)
  - Wiktor Korcznoj, radziecki i szwajcarski szachista (zm. 2016)
  - Jerzy Krzysztoń, polski prozaik, dramaturg, reportażysta, tłumacz, scenarzysta (zm. 1982)
  - Joseph Mewis, belgijski zapaśnik (zm. 2025)
  - Jewdokija Miekszyło, rosyjska biegaczka narciarska (zm. 2013)
- 24 marca:
  - Janusz Komender, polski lekarz i polityk (zm. 2024)
  - Jerzy Bogdan Kos, polski lekarz, poeta, działacz społeczny (zm. 2018)
  - Maria Owczarczyk, polska rzeźbiarka
- 25 marca:
  - John Eddy, amerykański astronom (zm. 2009)
  - Catherine Gibson, brytyjska pływaczka (zm. 2013)
  - Bohumil Golian, słowacki siatkarz (zm. 2012)
  - Katarzyna Sójka-Zielińska, polska historyk prawa (zm. 2019)
- 26 marca:
  - Kazimierz Głaz, polski malarz (zm. 2023)
  - Mieczysław Jackiewicz, polski literaturoznawca
  - Zofia Korzeńska, polska poetka, krytyk literacki, eseistka, redaktorka książek (zm. 2016)
  - Leonard Nimoy, amerykański aktor, reżyser, poeta i muzyk (zm. 2015)
- 27 marca:
  - Pjetër Gaci, albański muzyk, kompozytor (zm. 1995)
  - David Janssen, amerykański aktor (zm. 1980)
  - Yoriaki Matsudaira, japoński kompozytor (zm. 2023)
  - James Odongo, ugandyjski duchowny katolicki, ordynariusz polowy Ugandy, arcybiskup Tororo (zm. 2020)
- 28 marca:
  - Anatolij Lejn, amerykański szachista pochodzenia rosyjskiego (zm. 2018)
  - Vaino Väljas, estoński polityk komunistyczny, dyplomata (zm. 2024)
- 29 marca:
  - Zbigniew Jerzy Bukowski, polski archeolog (zm. 2024)
  - Zofia Dziewiszek-Andrychowska, pułkownik pilot Sił Zbrojnych Polskiej Rzeczypospolitej Ludowej
  - Aleksiej Gubariew, radziecki kosmonauta (zm. 2015)
  - Arne Selmosson, szwedzki piłkarz (zm. 2002)
  - Halina Słonicka, polska śpiewaczka operowa (sopran), pedagog (zm. 2000)
  - Stanisław Stanuch, polski pisarz, publicysta, reportażysta (zm. 2005)
  - Norman Tebbit, brytyjski polityk (zm. 2025)
- 30 marca:
  - Ernest Glinne, belgijski i waloński samorządowiec, polityk (zm. 2009)
  - Amos Mariani, włoski piłkarz, trener (zm. 2007)
  - Aleksiej Sorokin, radziecki podpułkownik służb medycznych, kosmonauta (zm. 1976)
  - Zbigniew J. Wójcik, polski geolog, speleolog, wykładowca akademicki
- 31 marca:
  - Göran Printz-Påhlson, szwedzki literaturoznawca, poeta, krytyk literacki, tłumacz (zm. 2006)
  - Tamara Tyszkiewicz, radziecka lekkoatletka, kulomiotka (zm. 1997)
- 1 kwietnia:
  - Ita Ever, estońska aktorka (zm. 2023)
  - Rolf Hochhuth, niemiecki powieściopisarz i dramaturg (zm. 2020)
  - Jean-Jacques Honorat, haitański prawnik, agronom, działacz społeczny, polityk, minister spraw zagranicznych, premier Haiti (zm. 2023)
  - Ladislav Kačáni, słowacki piłkarz (zm. 2018)
  - Helena Pilejczyk, polska łyżwiarka szybka, brązowa medalistka olimpijska (zm. 2023)
  - Tad Taube, amerykański biznesmen i filantrop
- 2 kwietnia:
  - István Hevesi, węgierski piłkarz wodny (zm. 2018)
  - Władimir Kuzniecow, rosyjski lekkoatleta, oszczepnik (zm. 1986)
  - Teodor Nietupski, polski ekonomista rolnictwa (zm. 2018)
- 3 kwietnia:
  - Ryszard Bitner, polski pilot szybowcowy (zm. 1953)
  - Krystyna Dobosiewicz, polska ortopeda, traumatolog, wykładowczyni akademicka (zm. 2007)
- 4 kwietnia:
  - Jerzy Czajkowski, polski etnograf
  - Bobby Inman, amerykański admirał, funkcjonariusz amerykańskich służb specjalnych
  - Catherine Tizard, nowozelandzka polityk, gubernator generalna (zm. 2021)
  - Ryszard Tomczyk, polski malarz, rysownik, teoretyk i krytyk sztuki i literatury, pisarz, publicysta (zm. 2020)
- 5 kwietnia:
  - Stanisław Alexandrowicz, polski historyk, pilot szybowcowy (zm. 2015)
  - Jack Clement, amerykański muzyk country (zm. 2013)
  - Héctor Olivera, argentyński reżyser, scenarzysta i producent filmowy
- 6 kwietnia:
  - Ram Dass, amerykański psycholog, pisarz, nauczyciel duchowy (zm. 2019)
  - Henryk Kondziela, polski historyk sztuki (zm. 2025)
  - Suchitra Sen, indyjska aktorka (zm. 2014)
  - Piotr Stefański, polski dziennikarz, socjolog, polityk, wicemarszałek Sejmu PRL (zm. 2014)
- 7 kwietnia:
  - Donald Barthelme, amerykański pisarz (zm. 1989)
  - Geoff Elliott, brytyjski lekkoatleta, tyczkarz i wieloboista (zm. 2014)
  - Daniel Ellsberg, amerykański ekonomista (zm. 2023)
  - Ted Kotcheff, kanadyjski reżyser i producent filmowy pochodzenia bułgarskiego (zm. 2025)
  - Remigiusz Surgiewicz, polski pułkownik, dziennikarz (zm. 2007)
  - Ferenc Szojka, węgierski piłkarz (zm. 2011)
- 8 kwietnia:
  - John Gavin, amerykański aktor i polityk (zm. 2018)
  - Zdzisław Grudzień, polski aktor (zm. 2016)
  - Mieczysław Solecki, polski inżynier rolnictwa, polityk, poseł na Sejm PRL (zm. 2003)
  - Dorothy Tutin, brytyjska aktorka (zm. 2001)
  - Elżbieta Wagner, polska lekkoatletka, sprinterka i płotkarka (zm. 2013)
- 9 kwietnia:
  - Richard Hatfield, kanadyjski polityk (zm. 1991)
  - Heisuke Hironaka, japoński matematyk
  - József Tempfli, rumuński duchowny katolicki, biskup Oradea Mare (zm. 2016)
  - Patrick Joseph Walsh, irlandzki duchowny katolicki, biskup Down-Connor (zm. 2023)
  - Ken Wilmshurst, brytyjski lekkoatleta, trójskoczek i skoczek w dal (zm. 1992)
- 10 kwietnia:
  - Czesław Berenda, polski dziennikarz, twórca Telegazety, pierwszego teletekstu w Polsce i dyrektor Agencji Telegazety (zm. 2010)
  - Luís Cabral, gwinejski polityk, prezydent Gwinei Bissau (zm. 2009)
  - René Follet, belgijski autor komiksów (zm. 2020)
  - Paul Halla, austriacki piłkarz (zm. 2005)
- 11 kwietnia:
  - Jerzy Jędrzejewski, polski pilot doświadczalny, konstruktor i instruktor lotniczy (zm. 2018)
  - Ove Ødegaard, norweski piłkarz (zm. 1964)
  - José María Ruiz-Mateos, hiszpański przedsiębiorca, polityk, eurodeputowany (zm. 2015)
  - Sergio Sebastiani, włoski duchowny katolicki, kardynał (zm. 2024)
  - Johnny Sheffield, amerykański aktor (zm. 2010)
- 12 kwietnia:
  - Władysław Gołąb, polski prawnik, adwokat, działacz społeczny (zm. 2022)
  - Jerzy Lutomski, polski polityk, poseł na Sejm PRL (zm. 2003)
  - Andrzej Rotkiewicz, polski matematyk, wykładowca akademicki (zm. 2016)
  - Jan Stryczyński, polski lekarz radiolog, jednocześnie wybitny taternik i alpinista (zm. 2010)
  - Anatol Ulman, polski prozaik, poeta, autor utworów scenicznych, dziennikarz, krytyk literacki, nauczyciel (zm. 2013)
- 13 kwietnia:
  - Alina Aleksandrowicz-Ulrich, polska filolog, profesor nauk humanistycznych (zm. 2025)
  - Anita Cerquetti, włoska śpiewaczka operowa (sopran) (zm. 2014)
  - Michel Deville, francuski reżyser i scenarzysta filmowy (zm. 2023)
  - Robert Enrico, francuski reżyser i scenarzysta filmowy (zm. 2001)
  - Dan Gurney, amerykański kierowca wyścigowy (zm. 2018)
- 14 kwietnia:
  - Kenneth Cope, brytyjski aktor (zm. 2024)
  - Dimityr Dobrew, bułgarski zapaśnik (zm. 2019)
  - Vic Wilson, brytyjski kierowca wyścigowy (zm. 2001)
- 15 kwietnia:
  - Bogusław Burnat, polski naukowiec, inżynier górnictwa, ratownik górniczy, wynalazca, inspektor górniczy, redaktor, nauczyciel akademicki (zm. 2010)
  - Jerzy Okulicz-Kozaryn, polski archeolog, prehistoryk, wykładowca akademicki (zm. 2012)
  - Giovanni Reale, włoski historyk filozofii, wykładowca akademicki (zm. 2014)
  - Anatolij Smulewicz, radziecki i rosyjski lekarz psychiatra (zm. 2025)
  - Tomas Tranströmer, szwedzki poeta, pisarz i tłumacz, laureat Nagrody Nobla (zm. 2015)
- 16 kwietnia:
  - Andrzej Grzywak, polski automatyk i informatyk (zm. 2016)
  - Krzysztof Komornicki, polski kierowca wyścigowy i rajdowy (zm. 2019)
  - Jerzy Nyga, polski duchowny rzymskokatolicki (zm. 2017)
  - Tadeusz Porębski, polski profesor i polityk, poseł i wicemarszałek Sejmu PRL, dyplomata (zm. 2001)
- 17 kwietnia:
  - Malcolm Browne, amerykański dziennikarz, fotograf (zm. 2012)
  - Howard Payne, brytyjski lekkoatleta, młociarz (zm. 1992)
- 18 kwietnia:
  - Klas Lestander, szwedzki biathlonista (zm. 2023)
  - Dan Olweus, szwedzki psycholog, pedagog (zm. 2020)
  - Raúl Scarrone, urugwajski duchowny katolicki, biskup Floridy (zm. 2021)
  - Antoni Wiweger, polski matematyk (zm. 2019)
- 19 kwietnia:
  - Clement Arrindell, polityk z Saint Kitts i Nevis, pierwszy gubernator generalny (zm. 2011)
  - Fred Brooks, amerykański informatyk, laureat Nagrody Turinga (zm. 2022)
  - Antoni Glazemaker, holenderski duchowny starokatolicki, biskup Deventer i arcybiskup Utrechtu (zm. 2018)
  - Jerzy Kita, polski lekarz weterynarii, profesor nauk weterynaryjnych (zm. 2022)
  - Maria Składanek, polska iranistka, wykładowczyni akademicka (zm. 2017)
- 20 kwietnia:
  - Józef Gromek, polski szachista (zm. 1985)
  - Gereon Iwański, polski historyk ruchu robotniczego (zm. 2009)
  - Jerzy Redlich, polski dziennikarz, korespondent, tłumacz (zm. 2023)
  - Włodzimierz Wajnert, polski architekt, dziennikarz, ilustrator (zm. 2008)
- 21 kwietnia:
  - Barnaba (Kiedrow), rosyjski biskup prawosławny, metropolita czeboksarski i czuwaski (zm. 2020)
  - Krzysztof Łypacewicz, polski inżynier, więzień polityczny, działacz opozycji antykomunistycznej (zm. 2017)
  - Ferdynand Matysik, polski aktor (zm. 2021)
- 23 kwietnia:
  - Chuck Feeney, amerykański przedsiębiorca, filantrop pochodzenia irlandzkiego (zm. 2023)
  - Radek Pilař, czechosłowacki rysownik (zm. 1993)
  - Francesco Zerrillo, włoski duchowny katolicki, biskup Tricarico i Lucera-Troia (zm. 2022)
- 24 kwietnia:
  - Antonio Attolini Lack, meksykański architekt, nauczyciel akademicki (zm. 2012)
  - Bolesław Ciepiela, polski literat, redaktor, regionalista (zm. 2021)
  - Jan Malinowski, polski żużlowiec, trener (zm. 2018)
  - Aleksiej Nikołajew, rosyjski kompozytor (zm. 2003)
  - Bridget Riley, brytyjska malarka
- 25 kwietnia – Urszula Figwer, polska lekkoatletka, oszczepniczka, siatkarka (zm. 2025)
- 26 kwietnia:
  - Jerzy Dąbrowski, polski duchowny katolicki, biskup pomocniczy gnieźnieński (zm. 1991)
  - Bronisław Stepaniuk, polski polityk, poseł na Sejm PRL (zm. 2019)
- 27 kwietnia:
  - Krzysztof Komeda, polski laryngolog, kompozytor, pianista jazzowy, współtwórca polskiej szkoły jazzu (zm. 1969)
  - Igor Ojstrach, ukraiński skrzypek, dyrygent, pedagog (zm. 2021)
  - Jan Ślężyński, polski profesor nauk o kulturze fizycznej
  - Joseph Wang Yu-jung, tajwański duchowny katolicki, biskup pomocniczy Tajpej, biskup diecezjalny Taizhong (zm. 2018)
  - Janusz Zawadzki, polski hokeista (zm. 1977)
  - Wiesław Zdort, polski operator filmowy, profesor sztuk filmowych (zm. 2019)
- 28 kwietnia:
  - Abramo Barosso, włoski autor komiksów (zm. 2013)
  - Ryszard Panasiuk, polski filozof, wykładowca akademicki (zm. 2024)
  - Andrzej Szymański, polski chemik, wykładowca akademicki (zm. 2020)
  - Bolesław Żygadło, polski rolnik, polityk, poseł na Sejm PRL (zm. 2022)
- 29 kwietnia:
  - Frank Auerbach, brytyjski malarz i grafik żydowskiego pochodzenia (zm. 2024)
  - Lonnie Donegan, brytyjski muzyk, wokalista i gitarzysta (zm. 2002)
  - Konrad Eberhardt, polski eseista, krytyk literacki i filmowy, tłumacz (zm. 1976)
  - Wanda Polańska, polska śpiewaczka operetkowa (sopran) (zm. 2020)
- 30 kwietnia:
  - Adriana Asti, włoska aktorka (zm. 2025)
  - Bill Clay, amerykański polityk (zm. 2025)
  - Władimir Dybo, rosyjski językoznawca, wykładowca akademicki (zm. 2023)
  - Eugene Gerber, amerykański duchowny katolicki, biskup Wichity (zm. 2018)
  - John Sutcliffe, brytyjski polityk
  - Dick Twardzik, amerykański pianista jazzowy pochodzenia polskiego (zm. 1955)
- 1 maja:
  - Krzysztof (Rakintzakis), grecki duchowny prawosławny, biskup pomocniczy metropolii Toronto (zm. 2020)
  - Ghulam Rasul, pakistański hokeista na trawie (zm. 1991)
  - Elwira Seroczyńska, polska łyżwiarka szybka, wicemistrzyni olimpijska i mistrzyni świata (zm. 2004)
  - Emil Wcela, amerykański duchowny katolicki, biskup pomocniczy Rockville Centre (zm. 2022)
- 2 maja:
  - Rubén Fernández, paragwajski piłkarz (zm. 2015)
  - Martha Grimes, amerykańska pisarka
  - Edward Lemanowicz, polski nauczyciel (zm. 2022)
  - Jadwiga Szymak-Reiferowa, polska historyk literatury rosyjskiej, translatolog, tłumacz (zm. 2022)
  - Wiesław Wiśniewski, polski astronom (zm. 1994)
  - Zdeno Zibrín, słowacki taternik, alpinista, ratownik górski i meteorolog (zm. 2004)
- 3 maja:
  - Jiřina Bohdalová, czeska aktorka
  - Irena Frisch, polsko-amerykańska pisarka pochodzenia żydowskiego (zm. 2021)
  - Adam Kotas, polski geolog, wykładowca akademicki (zm. 2007)
  - Aldo Rossi, włoski architekt, designer, publicysta (zm. 1997)
  - Wasilij Rudienkow, radziecki lekkoatleta, młociarz (zm. 1982)
- 4 maja:
  - Wojciech Kurpik, polski konserwator dzieł sztuki (zm. 2025)
  - Jan Mizikowski, polski polityk, adwokat, poseł na Sejm I kadencji (zm. 1999)
  - Giovanni Moioli, włoski teolog (zm. 1984)
  - Jan Pesman, holenderski łyżwiarz szybki (zm. 2014)
  - Giennadij Rożdiestwienski, rosyjski dyrygent (zm. 2018)
  - Charles Wilson, australijski rugbysta i działacz sportowy (zm. 2016)
- 5 maja:
  - Irit Amiel, izraelska poetka, pisarka i tłumaczka (zm. 2021)
  - Walentin Tugarin, rosyjski trener piłkarski (zm. 1998)
- 6 maja:
  - Lino Cignelli, włoski duchowny katolicki, franciszkanin, biblista, lingwista (zm. 2010)
  - Willie Mays, amerykański baseballista (zm. 2024)
  - Stanisław Mika, polski psycholog, wykładowca akademicki (zm. 2017)
  - Ryszard Wójcik, polski polityk, poseł na Sejm PRL (zm. 1977)
- 7 maja:
  - Teresa Brewer, amerykańska aktorka, wokalistka jazzowa i popowa (zm. 2007)
  - Aldo Gerna, włoski duchowny katolicki, biskup São Mateus w Brazylii
  - Bartosz Janiszewski, polski dziennikarz, publicysta (zm. 1981)
  - Lech Tyszkiewicz, polski historyk, mediewista, nauczyciel akademicki (zm. 2017)
  - Ingvar Wixell, szwedzki śpiewak operowy (baryton), aktor (zm. 2011)
  - Gene Wolfe, amerykański pisarz science fiction i fantasy (zm. 2019)
- 8 maja:
  - Bob Clotworthy, amerykański skoczek do wody (zm. 2018)
  - Stanisław Czachor, polski duchowny katolicki (zm. 2025)
  - Stanisław Łęgowski, polski fizyk, wykładowca akademicki (zm. 2015)
  - Walter Rudolf, niemiecki prawnik, wykładowca akademicki (zm. 2020)
- 9 maja:
  - Vujadin Boškov, jugosłowiański piłkarz, trener (zm. 2014)
  - Vance Brand, amerykański inżynier, pilot doświadczalny, astronauta
  - Bolesław Mazurkiewicz, polski inżynier i pedagog (zm. 2017)
  - Marian Zimałek, polski duchowny katolicki, biskup pomocniczy sandomierski (zm. 2008)
- 10 maja:
  - Olja Ivanjicki, serbska malarka, rzeźbiarka, poetka (zm. 2009)
  - Zdzisław Maj, polski architekt, urbanista (zm. 2005)
  - Ichirō Nagai, japoński aktor głosowy (zm. 2014)
  - Ettore Scola, włoski reżyser i scenarzysta filmowy (zm. 2016)
- 11 maja:
  - Olgierd Buczek, polski piosenkarz (zm. 2021)
  - Marilyn King, amerykańska piosenkarka (zm. 2013)
  - Amerigo Severini, włoski kolarz przełajowy i szosowy (zm. 2020)
- 12 maja:
  - Władimir Browikow, radziecki polityk, dyplomata (zm. 1992)
  - Tadeusz Wołoszyn, polski duchowny katolicki, jezuita, teolog (zm. 2018)
  - Władysław Zalewski, polski konserwator zabytków, wykładowca akademicki (zm. 2020)
- 13 maja:
  - Andrija Fuderer, belgijski szachista pochodzenia chorwackiego (zm. 2011)
  - Jim Jones, amerykański kaznodzieja, założyciel i lider apokaliptycznej sekty Świątynia Ludu (zm. 1978)
  - Zohra Lampert, amerykańska aktorka
  - Gérard Mulliez, francuski przedsiębiorca
- 14 maja:
  - Zoltán Huszárik, węgierski reżyser i scenarzysta filmowy (zm. 1981)
  - Danuta Muszyńska-Zamorska, polska malarka, witrażystka, gobeliniarka (zm. 2022)
  - Anna Pławska, polska lekarka, polityk, poseł na Sejm PRL (zm. 2023)
  - Teresa Siemieniewska, polska chemik, wykładowczyni akademicka (zm. 2021)
- 15 maja:
  - Paweł Fuks, polsko-izraelski ekonomista, brydżysta
  - Frits Korthals Altes, holenderski polityk i prawnik (zm. 2025)
  - Pavlina Nikaj, albańska piosenkarka (zm. 2011)
  - Jakub Stalica, polski działacz komunistyczny (zm. 1978)
  - Wojciech Szuppe, polski siatkarz, trener (zm. 2018)
  - Nechama Tec, amerykańska socjolog, wykładowczyni akademicka, pisarka pochodzenia żydowskiego (zm. 2023)
- 16 maja:
  - Blasco Francisco Collaço, indyjski duchowny katolicki, arcybiskup, nuncjusz apostolski
  - Alena Vrzáňová, czeska łyżwiarka figurowa (zm. 2015)
- 17 maja:
  - Stan Albeck, amerykański koszykarz akademicki, trener (zm. 2021)
  - Yves Dreyfus, francuski szpadzista (zm. 2021)
  - Ryszard Kasperek, polski pilot szybowcowy i samolotowy (zm. 2018)
  - Jackie McLean, amerykański muzyk, kompozytor jazzowy (zm. 2006)
  - Leszek Nartowski, polski operator filmów animowanych (zm. 1977)
  - Peter Schmidt, brytyjski grafik, rysownik, malarz, akwarelista (zm. 1980)
  - Ewa Ziegler-Brodnicka, polska dziennikarka radiowa
  - Georg Zundel, niemiecki fizykochemik, filantrop (zm. 2007)
- 18 maja:
  - Lorenzo Ceresoli, włoski duchowny katolicki, biskup wikariusz apostolski Awasa (zm. 2024)
  - Nelson Chelle, urugwajski koszykarz (zm. 2001)
  - Bruce Halford, brytyjski kierowca wyścigowy (zm. 2001)
- 19 maja:
  - Trevor Peacock, brytyjski aktor, dramaturg i autor tekstów piosenek (zm. 2021)
  - Alfred Schmidt, niemiecki filozof i socjolog (zm. 2012)
  - Éric Tappy, szwajcarski śpiewak (zm. 2024)
  - Tom Toelle(inne języki), niemiecki reżyser filmowy (zm. 2006)
  - David Wilkerson, amerykański duchowny zielonoświątkowy, ewangelista, pisarz (zm. 2011)
- 20 maja:
  - Chiharu Igaya, japoński narciarz alpejski
  - Marian Jonkajtys, polski aktor, reżyser teatralny, poeta, pedagog (zm. 2004)
  - Jisra’el Kesar, izraelski ekonomista, socjolog, działacz związkowy, polityk, minister transportu (zm. 2019)
  - Bernard Krawczyk, polski aktor (zm. 2018)
  - Malka Ribowska, francuska aktorka polskiego pochodzenia (zm. 2020)
  - Eugeniusz Szleper, polski dyplomata (zm. 2016)
  - Jorgos Wasiliu, cypryjski polityk, w latach 1988–1993 prezydent Cypru
- 21 maja:
  - Mino De Rossi, włoski kolarz szosowy i torowy (zm. 2022)
  - Fulvia Franco, włoska aktorka (zm. 1988)
  - Aleksander Jałosiński, polski fotograf, fotoreporter (zm. 2014)
  - Stefan Melkowski, polski eseista, krytyk i historyk literatury (zm. 2015)
- 22 maja:
  - Seweryn Jaworski, polski opozycjonista i działacz związkowy
  - Czesław Olech, polski matematyk (zm. 2015)
  - Tadeusz A. Zieliński, polski muzykolog, krytyk muzyczny (zm. 2012)
- 23 maja:
  - Barbara Barrie, amerykańska aktorka i pisarka
  - Adam Bilski, polski działacz społeczny (zm. 2024)
  - Franciszek Malinowski, polski dziennikarz (zm. 2014)
  - Lucian Mureșan, rumuński duchowny katolicki obrządku bizantyjskiego, arcybiskup większy Fogaraszu i Alba Iulia, głowa Rumuńskiego Kościoła Greckokatolickiego, kardynał
  - Julian Żołnierkiewicz, polski duchowny katolicki, socjolog, kapelan NSZZRI „Solidarność” (zm. 2013)
- 24 maja:
  - Gabriel Altmann, słowacki językoznawca, indonezysta i japonista, wykładowca akademicki (zm. 2020)
  - Michael Lonsdale, francuski aktor (zm. 2020)
  - George White, angielski żużlowiec (zm. 2017)
- 25 maja:
  - Jarosław Bałykin, ukraiński piłkarz, trener i sędzia piłkarski (zm. 2023)
  - Krzysztof Dąbrowski, polski archeolog, popularyzator nauki, regionalista (zm. 1979)
  - Włodzimierz Denysenko, polski śpiewak operowy (bas-baryton) (zm. 2019)
  - Gieorgij Grieczko (ros. Георгий Михайлович Гречко), radziecki kosmonauta, inżynier-mechanik (zm. 2017)
  - Krystyna Kersten, polska historyk, wykładowczyni akademicka, autorka prac dotyczących najnowszej historii Polski, publicystka (zm. 2008)
  - Danuta Przeworska-Rolewicz, polska matematyk, wykładowczyni akademicka (zm. 2012)
  - Jack Recknitz, niemiecki aktor (zm. 2013)
  - Irwin Winkler, amerykański reżyser i producent filmowy pochodzenia żydowskiego
- 26 maja:
  - Mieczysław Czychowski, polski malarz, rysownik, rzeźbiarz, poeta (zm. 1996)
  - Sven Delblanc, szwedzki pisarz, literaturoznawca (zm. 1992)
  - Antoni Dziatkowiak, polski lekarz, kardiochirurg
  - Marian Nietupski, polski wioślarz
  - Helena Stachová, czeska tłumaczka polskiej literatury
- 27 maja:
  - John Chapple, brytyjski marszałek polny, gubernator Gibraltaru (zm. 2022)
  - Genowefa Czekała-Mucha, polska dziennikarka (zm. 2020)
  - Bernard Fresson, francuski aktor (zm. 2002)
  - Fatin Hamama, egipska aktorka (zm. 2015)
  - Philip Kotler, amerykański ekonomista
  - Janusz Kubicki, polski aktor (zm. 2014)
- 28 maja:
  - Carroll Baker, amerykańska aktorka pochodzenia polskiego
  - Jan Ebert, polski naukowiec
  - Agnieszka Katsuko Sasagawa, japońska zakonnica i wizjonerka (zm. 2024)
  - Gordon Willis, amerykański operator filmowy (zm. 2014)
- 29 maja:
  - Osvaldo Cruz, argentyński piłkarz (zm. 2023)
  - Adolf Jakubowicz, polski polityk, poseł na Sejm PRL (zm. 1982)
  - Jerzy Poskuta, polski biolog, wykładowca akademicki (zm. 2012)
  - Mieczysław Rutyna, polski lekkoatleta, chodziarz
- 30 maja:
  - Maria Jarosz, polska socjolog (zm. 2016)
  - Stanisław Makowski, polski filolog, wykładowca, autor prac poświęconych literaturze polskiego romantyzmu (zm. 2008)
  - Larry Silverstein, amerykański przedsiębiorca
  - Jan Strelau, polski psycholog, wykładowca akademicki (zm. 2020)
  - José Sulaimán, meksykański działacz sportowy, prezydent WBC (zm. 2014)
- 31 maja:
  - Juan Carlos Copes, argentyński tancerz, choreograf (zm. 2021)
  - András Hajnal, węgierski matematyk (zm. 2016)
  - Zvi Hecker, izraelski architekt (zm. 2023)
  - Bogumił Kobiela, polski aktor (zm. 1969)
  - Irena Maryniakowa, polska językoznawca
  - Walery Pisarek, polski językoznawca, prasoznawca, wykładowca akademicki (zm. 2017)
  - John Robert Schrieffer, amerykański fizyk, laureat Nagrody Nobla (zm. 2019)
  - Jerzy Treutler, polski grafik, plakacista, ilustrator (zm. 2020)
  - Shirley Verrett, amerykańska śpiewaczka operowa (sopran i mezzosopran) (zm. 2010)
- 1 czerwca:
  - Walter Horak, austriacki piłkarz (zm. 2019)
  - Elżbieta Jagielska, polska aktorka (zm. 2003)
  - Jerzy Kurjaniuk, polski pedagog, dydaktyk (zm. 2018)
  - Lech Krowiranda, polski działacz partyjny i państwowy, wiceprezydent Łodzi (zm. 2022)
- 2 czerwca:
  - Wiktor Cariow, rosyjski piłkarz, trener (zm. 2017)
  - Gianni Meccia, włoski piosenkarz, kompozytor, autor tekstów, producent muzyczny (zm. 2024)
  - Andrzej Olszewski, polski lekarz chirurg, polityk, poseł na Sejm RP (zm. 2021)
  - Henryk Zalewski, polski ekonomista (zm. 2011)
- 3 czerwca:
  - Raúl Castro, kubański polityk i rewolucjonista, prezydent Kuby
  - Carmen Dell’Orefice, amerykańska modelka
  - Jorma Kurvinen, fiński pisarz (zm. 2002)
  - Anton Moravčík, słowacki piłkarz (zm. 1996)
  - Lindy Remigino, amerykański lekkoatleta, sprinter (zm. 2018)
  - Vincenzo Zucconelli, włoski kolarz szosowy
- 4 czerwca – Alojzy Marcol, polski duchowny katolicki, teolog (zm. 2017)
- 5 czerwca:
  - Zygmunt Apostoł, polski aktor, kompozytor i pianista (zm. 2018)
  - Jacques Demy, francuski reżyser i scenarzysta filmowy (zm. 1990)
  - Jerzy Prokopiuk, polski gnostyk, antropozof, pisarz, tłumacz, filozof, religioznawca (zm. 2021)
  - Joaquín Sisó Cruellas, hiszpański polityk
  - Włodzimierz Szwendrowski, polski żużlowiec (zm. 2013)
- 6 czerwca:
  - Richard Hickock, amerykański morderca (zm. 1965)
  - Helena Kamieniarz, śląska koronczarka (zm. 2006)
  - Heliodor Muszyński, polski pedagog, metodolog i teleolog, profesor nauk humanistycznych
  - Ryszard Wojciechowski, polski polityk, spółdzielca, poseł na Sejm RP (zm. 2006)
- 7 czerwca:
  - Andrea Gemma, włoski duchowny katolicki, biskup Isernia-Venafro (zm. 2019)
  - D.M. Jayaratne, lankijski polityk, minister, premier Sri Lanki (zm. 2019)
  - Virginia McKenna, brytyjska aktorka
  - Mike Pratt, brytyjski aktor, autor tekstów piosenek (zm. 1976)
- 8 czerwca:
  - Wiesław Andrzejewski, polski prozaik, reportażysta (zm. 1993)
  - Egidio Caporello, włoski duchowny katolicki, biskup Mantui, sekretarz generalny Konferencji Episkopatu Włoch (zm. 2022)
  - James Goldstone, amerykański reżyser filmowy i telewizyjny (zm. 1999)
  - Bohdan Wróblewski, polski grafik, ilustrator, reżyser zdjęć reklamowych (zm. 2017)
  - Dana Wynter, brytyjska aktorka (zm. 2011)
- 9 czerwca:
  - Janusz Braszczyński, polski metalurg, wykładowca akademicki (zm. 2019)
  - Al Cantello, amerykański lekkoatleta, oszczepnik (zm. 2024)
  - Maciej Hibner, polski grafik, plakacista
  - Jadwiga Majka, polska lekkoatletka, oszczepniczka (zm. 2016)
  - Włodzimierz Mlak, polski matematyk, wykładowca akademicki (zm. 1994)
  - Zenon Witt, polski rolnik, polityk, poseł na Sejm RP (zm. 2019)
- 10 czerwca:
  - João Gilberto, brazylijski piosenkarz, gitarzysta, kompozytor, współtwórca bossa novy (zm. 2019)
  - Filip (Saliba), libański duchowny prawosławny, patriarcha antiocheński (zm. 2014)
- 11 czerwca – Antoni Czacharowski, polski historyk, mediewista (zm. 2015)
- 13 czerwca:
  - Bogdan Bojarski, polski matematyk, wykładowca akademicki (zm. 2018)
  - Tadeusz Chudy, polski poeta (zm. 1997)
  - Antoni Fedorowicz, polski nauczyciel, działacz harcerski i krajoznawczy, samorządowiec, prezydent Otwocka (zm. 1998)
  - Mieczysław Gajda, polski aktor (zm. 2017)
  - Wiesław Jańczyk, polski koszykarz, piłkarz, trener
  - Jean-Jacques Marcel, francuski piłkarz (zm. 2014)
  - Wiesław Rutowicz(inne języki), polski operator filmowy (zm. 2004)
  - Věra Suková, czeska tenisistka (zm. 1982)
  - Irvin Yalom, amerykański lekarz psychiatra, psychoterapeuta, wykładowca akademicki
- 14 czerwca:
  - Bernard Antochewicz, polski poeta, tłumacz (zm. 1997)
  - Maria Teresa Chojnacka, polska artystka, twórczyni tkaniny artystycznej (zm. 2023)
  - Antoni B. Stępień, polski filozof, wykładowca akademicki
  - Klaus Zernack, niemiecki historyk, wykładowca akademicki (zm. 2017)
- 15 czerwca:
  - Witold Białobrzewski, polski rolnik i polityk, poseł na Sejm RP I kadencji
  - Jerzy Chromik, polski lekkoatleta, biegacz, złoty medalista Igrzysk Olimpijskich (zm. 1987)
  - Richard Hanifen, amerykański duchowny katolicki, biskup Colorado Springs
  - Tadeusz Taworski, polski inżynier zootechnik, samorządowiec, działacz społeczny (zm. 2021)
- 16 czerwca:
  - Jerzy Desselberger, polski ornitolog, artysta plastyk, projektant znaczków pocztowych (zm. 2013)
  - István Eörsi, węgierski filolog angielski i niemiecki, poeta, prozaik, dramaturg pochodzenia żydowskiego (zm. 2005)
  - Ryszard Kraśko, polski pisarz, dziennikarz (zm. 1980)
  - Andrzej Ostoja-Owsiany, polski pisarz, polityk, poseł na Sejm i senator RP (zm. 2008)
  - Ivo Petrić, słoweński kompozytor (zm. 2018)
  - Pablo Puente Buces, hiszpański duchowny katolicki, arcybiskup, nuncjusz apostolski (zm. 2022)
  - Andrzej Rakowski, polski muzykolog, specjalista w dziedzinie akustyki, pedagog (zm. 2018)
  - Robert Freeman Smith, amerykański polityk (zm. 2020)
  - John Shelby Spong, amerykański duchowny anglikański, biskup Newark (zm. 2021)
  - Robert Stando, polski reżyser filmów dokumentalnych, scenarzysta (zm. 2022)
- 17 czerwca:
  - Ignacy Gogolewski, polski aktor, reżyser teatralny i filmowy, prezes ZASP (zm. 2022)
  - Jan Güntner, polski aktor, reżyser teatralny
  - Donald Pelletier, amerykański duchowny katolicki, biskup Morondavy na Madagaskarze (zm. 2022)
  - René Teulade, francuski nauczyciel, samorządowiec, polityk (zm. 2014)
- 18 czerwca:
  - Fernando Henrique Cardoso, brazylijski polityk, prezydent Brazylii
  - Antonio Dorado Soto, hiszpański duchowny katolicki, biskup Guadix, Kadyksu i Malagi (zm. 2015)
  - Konstantin Makarow, radziecki admirał floty (zm. 2011)
- 19 czerwca:
  - Czesław Białas, polski sztangista (zm. 1991)
  - Kiki Dimula, grecka poetka (zm. 2020)
  - Renata Grzegorczykowa, polska językoznawczyni
- 20 czerwca:
  - Jan Biczycki, polski aktor, reżyser, pedagog (zm. 1996)
  - Teresa Chylińska, polska muzykolog
  - Olympia Dukakis, amerykańska aktorka pochodzenia greckiego (zm. 2021)
  - Józef Gęga, polski metalurg, wykładowca akademicki (zm. 2012)
  - Janusz Kotlarczyk, polski geolog, archeolog, wykładowca akademicki (zm. 2017)
  - Urszula Kozioł, polska poetka, pisarka, felietonistka (zm. 2025)
  - Marek Mazurkiewicz, polski prawnik, polityk, poseł na Sejm RP
  - Bogdan Prus, polski ekonomista, polityk, poseł na Sejm PRL (zm. 2017)
  - Min Bahadur Sherchan, nepalski himalaista (zm. 2017)
  - James Tolkan, amerykański aktor
- 21 czerwca:
  - Hubert Bucher, niemiecki duchowny katolicki, biskup Bethlehem w Południowej Afryce (zm. 2021)
  - Joseph Imesch, amerykański duchowny katolicki, biskup Joliet (zm. 2015)
  - Enzo Maiorca, włoski nurek, polityk (zm. 2016)
  - Jan Trąbka, polski neurolog (zm. 2012)
- 22 czerwca:
  - Ian Browne, australijski kolarz szosowy i torowy (zm. 2023)
  - Paulino do Livramento Évora, kabowerdyjski duchowny katolicki, biskup Santiago de Cabo Verde (zm. 2019)
  - Jewhenija Mirosznyczenko, ukraińska śpiewaczka operowa (sopran koloraturowy), pedagog (zm. 2009)
  - Danuta Naruszewicz-Lesiuk, polska lekarka, epidemiolog, wakcynolog, wykładowczyni akademicka (zm. 2023)
  - Hennadij Udowenko, ukraiński polityk, dyplomata (zm. 2013)
- 23 czerwca:
  - Arie van Deursen, holenderski historyk, pisarz, wykładowca akademicki (zm. 2011)
  - Juan de Dios Caballero Reyes, meksykański duchowny katolicki, biskup pomocniczy Durango
  - Hryhorij Kochan, ukraiński reżyser filmowy (zm. 2014)
  - Danuta Molenda, polska historyk, archeolog, wykładowczyni akademicka (zm. 2004)
  - Ola Ullsten, szwedzki polityk, premier Szwecji (zm. 2018)
  - Juan Edmundo Vecchi, argentyński duchowny katolicki, generał zakonu salezjanów (zm. 2002)
- 24 czerwca:
  - Giovanni Barbagli, włoski działacz rolniczy, samorządowiec, polityk, eurodeputowany (zm. 2006)
  - Árpád Bárány, węgierski szpadzista
  - Billy Casper, amerykański golfista (zm. 2015)
  - Alain Danet, francuski hokeista na trawie, działacz sportowy (zm. 2006)
  - Eugeniusz Dziekan, polski lekarz, urzędnik państwowy, polityk, senator RP (zm. 2019)
  - Gaston Flosse, polinezyjski polityk, prezydent Polinezji Francuskiej
  - Rudolf Müller, niemiecki duchowny katolicki, biskup Görlitz (zm. 2012)
  - Elżbieta Smułkowa, polska językoznawca
- 25 czerwca:
  - Jean-Paul Beugnot, francuski koszykarz, działacz sportowy (zm. 2001)
  - Vishwanath Pratap Singh, indyjski polityk, premier Indii (zm. 2008)
  - Jimmy Swift, południowoafrykański kolarz szosowy i torowy (zm. 2009)
- 26 czerwca:
  - Janusz Dunin, polski literaturoznawca, bibliolog, bibliofil, bibliotekarz, nauczyciel akademicki, działacz społeczny (zm. 2007)
  - Marian Krzak, polski ekonomista, polityk, dyplomata (zm. 1996)
  - Wiktoria Śliwowska, polska historyk, profesor nauk humanistycznych (zm. 2021)
  - Colin Wilson, brytyjski pisarz i filozof (zm. 2013)
- 27 czerwca:
  - Anatolij Iljin, rosyjski piłkarz, trener (zm. 2016)
  - Władysław Kubik, polski jezuita
  - Ryszard Kwiatkowski, polski kompozytor, pedagog (zm. 1993)
  - Ada Rybaczuk, ukraińska malarka, rzeźbiarka, architekt (zm. 2010)
  - Martinus J.G. Veltman, holenderski fizyk, laureat Nagrody Nobla (zm. 2021)
- 28 czerwca:
  - Piotr Hemperek, polski duchowny katolicki, biskup pomocniczy lubelski (zm. 1992)
  - Aleksandar Ivoš, serbski piłkarz (zm. 2020)
  - Enrique Monsonís, hiszpański polityk (zm. 2011)
  - Lucien Victor, belgijski kolarz szosowy (zm. 1995)
  - Wanda Wąsowska, polska olimpijka w jeździectwie, trenerka i działaczka Polskiego Związku Jeździeckiego
  - Adam Zieliński, polski prawnik, prezes Naczelnego Sądu Administracyjnego, rzecznik praw obywatelskich (zm. 2022)
  - Anna Żarnowska, polska historyk (zm. 2007)
- 29 czerwca – Alina Obidniak, polska aktorka, reżyserka teatralna, feministka, działaczka ekologiczna (zm. 2021)
- 30 czerwca:
  - Karol Cebula, polski rzemieślnik, przedsiębiorca, samorządowiec, felietonista, członek Trybunału Stanu (zm. 2019)
  - Andrew Hill, amerykański pianista i kompozytor jazzowy (zm. 2007)
  - Anna Myszyńska, polska pisarka, fotograf (zm. 2019)
- 1 lipca:
  - Raúl Belén, argentyński piłkarz (zm. 2010)
  - Leslie Caron, francuska aktorka filmowa i tancerka
  - Stanislav Grof, amerykański psycholog pochodzenia czeskiego
  - Antoni Jahołkowski, polski aktor (zm. 1981)
  - Kazimierz Koś, polski dyplomata (zm. 2017)
  - Seyni Kountché, nigerski wojskowy i polityk, przewodniczący Najwyższej Rady Wojskowej (zm. 1987)
  - Ștefan Petrescu, rumuński strzelec sportowy (zm. 1993)
- 2 lipca:
  - Jan Mikułowski, polski koszykarz, piłkarz ręczny
  - Janusz Odrowąż-Pieniążek, polski pisarz, historyk literatury, muzeolog (zm. 2015)
- 3 lipca – Tadeusz Cegielski, polski dziennikarz sportowy (zm. 2016)
- 4 lipca:
  - Stephen Boyd, irlandzki aktor, laureat Złotego Globu (zm. 1977)
  - Jean Dondelinger, luksemburski prawnik, dyplomata, polityk, eurokomisarz (zm. 2004)
  - Jean-Louis Flandrin, francuski historyk, wykładowca akademicki (zm. 2001)
  - Sébastien Japrisot, francuski pisarz, reżyser i scenarzysta filmowy (zm. 2003)
  - Karl Weidmann, szwajcarski wioślarz
  - Dobrochna Wójcik, polska prawnik, kryminolog, wykładowca akademicki (zm. 2022)
  - Tadeusz Ziętara, polski geograf, wykładowca akademicki (zm. 2011)
- 5 lipca:
  - Janusz Domagalik, polski pisarz, dziennikarz (zm. 2007)
  - Bohdan Petecki, polski pisarz science fiction (zm. 2011)
  - Jerzy Ziarnik, polski reżyser i scenarzysta filmowy (zm. 1999)
- 6 lipca:
  - Vladimír Blucha, czeski historyk i geograf (zm. 2020)
  - Louis Mexandeau, francuski historyk, nauczyciel, polityk, minister poczty (zm. 2023)
  - Klemens Mikuła, polski architekt (zm. 2014)
  - Della Reese, amerykańska aktorka i piosenkarka (zm. 2017)
  - Aloyzas Sakalas, litewski inżynier, polityk, wicemarszałek Sejmu, eurodeputowany (zm. 2022)
  - Rudolf Szanwald, austriacki piłkarz (zm. 2013)
- 7 lipca:
  - David Eddings, amerykański pisarz fantasy (zm. 2009)
  - Palle Kjærulff-Schmidt, duński reżyser i scenarzysta filmowy (zm. 2018)
  - Edmund Makowski, polski historyk (zm. 2000)
  - Tadeusz Szantruczek, polski teoretyk i krytyk muzyczny (zm. 2016)
- 8 lipca:
  - Willy Fossli, norweski piłkarz (zm. 2017)
  - Thorvald Stoltenberg, norweski polityk, dyplomata (zm. 2018)
- 9 lipca:
  - Julio Graffigna, argentyński zapaśnik (zm. 2015)
  - Jerzy Kałucki, polski malarz, scenograf (zm. 2022)
- 10 lipca:
  - Jerry Herman, amerykański kompozytor (zm. 2019)
  - Alice Munro, kanadyjska pisarka, laureatka Nagrody Nobla (zm. 2024)
- 11 lipca:
  - Jan Appenheimer, polski koszykarz (zm. 2019)
  - Edward Bugała, polski lekkoatleta
  - Tab Hunter, amerykański aktor, piosenkarz i pisarz (zm. 2018)
  - Irena Lewandowska, polska tłumaczka (zm. 2018)
  - Zbigniew Makomaski, polski lekkoatleta, płotkarz, sprinter i średniodystansowiec
  - Jerzy Rudnicki, polski alpinista i taternik (zm. 1988)
  - Dave Toschi, amerykański Inspektor Policji (zm. 2018)
- 12 lipca:
  - Giuseppe Malandrino, włoski duchowny katolicki, biskup Noto (zm. 2025)
  - Joseph Mittathany, indyjski duchowny katolicki, biskup Tezpur, arcybiskup Imphalu (zm. 2022)
  - Cezary Nawrot, polski inżynier mechanik, projektant wzornictwa przemysłowego (zm. 2004)
  - Arne Pander, duński żużlowiec (zm. 2015)
  - Marian Pogasz, polski aktor (zm. 1999)
  - Nikołaj Sołowjow, rosyjski zapaśnik (zm. 2007)
- 13 lipca:
  - Horst Lademacher, niemiecki historyk
  - Frank Ramsey, amerykański koszykarz (zm. 2018)
- 14 lipca:
  - Thomas Kelly, amerykański duchowny katolicki, arcybiskup metropolita Louisville (zm. 2011)
  - Maria Musso, włoska wszechstronna lekkoatletka (zm. 2024)
  - Ryszard Raduszewski, polski aktor, scenarzysta i reżyser filmowy (zm. 1999)
  - Robert Stephens, brytyjski aktor (zm. 1995)
  - Donald Eugene Webb(inne języki), amerykański morderca (zm. 1999)
- 15 lipca:
  - Clive Cussler, amerykański pisarz (zm. 2020)
  - Charles Grahmann, amerykański duchowny katolicki, biskup Dallas (zm. 2018)
- 16 lipca:
  - Jan Prokop, polski poeta, prozaik, eseista, tłumacz (zm. 2023)
  - Georges Turlier, francuski kajakarz, kanadyjkarz
- 17 lipca:
  - Caroline Graham, brytyjska pisarka
  - Kazimierz Jankowski, polski psychiatra, psychoterapeuta, publicysta (zm. 2013)
  - Władimir Kotyriew, rosyjski kajakarz (zm. 2003)
  - Józef Lipman, polski chemik, wykładowca akademicki
- 19 lipca – Heinz Assmann, niemiecki polityk
- 20 lipca:
  - Zofia Kuratowska, polska lekarka, hematolog, polityk, wicemarszałek Senatu RP, dyplomata (zm. 1999)
  - Marina Popowicz, radziecka pilotka doświadczalna (zm. 2017)
  - Roy Skelton, brytyjski aktor (zm. 2011)
- 21 lipca:
  - Sonny Clark, amerykański pianista jazzowy (zm. 1963)
  - Gene Fullmer, amerykański bokser (zm. 2015)
- 22 lipca:
  - Perry Lopez, amerykański aktor pochodzenia portorykańskiego (zm. 2008)
  - Guido de Marco, maltański prawnik, polityk, prezydent Malty (zm. 2010)
  - Stanisław Sparażyński, polski aktor
  - Anna Zambrzycka, polska etnolog, profesor nauk humanistycznych (zm. 1993)
- 23 lipca:
  - Te Atairangikaahu, królowa maoryska (zm. 2006)
  - Arata Isozaki (jap. 磯崎新), japoński architekt (zm. 2022)
  - Jan Troell, szwedzki reżyser, scenarzysta, operator i montażysta filmowy
  - Andrzej Wat, polski historyk sztuki (zm. 2021)
- 24 lipca:
  - Oscar Ichazo, chilijski psycholog, pisarz (zm. 2020)
  - Marianne Lundquist, szwedzka pływaczka (zm. 2020)
  - Chuck Noble, amerykański koszykarz (zm. 2011)
  - Ermanno Olmi, włoski reżyser, scenarzysta i producent filmowy (zm. 2018)
  - Alberto Orzan, włoski piłkarz (zm. 2022)
  - Władysław Prekurat, polski pułkownik, funkcjonariusz SB (zm. 2009)
  - Éric Tabarly, francuski oficer marynarki wojennej, żeglarz sportowy (zm. 1998)
  - Mario Tronti, włoski filozof, nauczyciel akademicki, polityk (zm. 2023)
- 25 lipca:
  - Peter Armbruster, niemiecki fizyk jądrowy (zm. 2024)
  - Halina Bucka, polska botanik, profesor nauk biologicznych (zm. 2017)
  - Kees van Dijk, holenderski ekonomista, polityk (zm. 2008)
  - Wacław Mauberg, polski samorządowiec (zm. 2023)
  - Kazimierz Obuchowski, polski psycholog, wykładowca akademicki (zm. 2014)
  - Dainius Trinkūnas, litewski pianista, pedagog, działacz kulturalny, polityk, minister kultury (zm. 1996)
- 26 lipca:
  - Iwan Dziuba (ukr. Іван Михайлович Дзюба), ukraiński pisarz (zm. 2022)
  - Zdzisław Kuźniar, polski aktor
  - Takashi Ono, japoński gimnastyk
  - Mirosław Popławski, polski koszykarz
  - Edward Zacca, jamajski prawnik, polityk, gubernator generalny (zm. 2019)
- 27 lipca:
  - Rajmund Jakubowicz, polski aktor (zm. 2004)
  - Marek Sanecki, polski lekarz (zm. 2023)
  - Jerry Van Dyke, amerykański aktor (zm. 2018)
- 28 lipca:
  - Karl-Friedrich Haas, niemiecki lekkoatleta, sprinter (zm. 2021)
  - Farman Sałmanow, azerski geolog (zm. 2007)
  - Khieu Samphan, kambodżański polityk, prezydent Demokratycznej Kampuczy od 1976 do 1979
- 29 lipca:
  - Henryk Gralewski, polski lekkoatleta, średniodystansowiec
  - Czesław Jaroszyński, polski aktor, poeta (zm. 2020)
  - Aleksandr Riażskich, radziecki generał pułkownik (zm. 2009)
  - Jan Ziółek, polski historyk (zm. 2009)
- 30 lipca:
  - Roman Andrzejewski, polski ekonomista, polityk, poseł na Sejm RP (zm. 2012)
  - Ursula Donath, niemiecka lekkoatletka, biegaczka średniodystansowa
  - Dominique Lapierre, francuski pisarz, działacz społeczny (zm. 2022)
  - Bruno Mattei, włoski reżyser, montażysta i scenarzysta filmowy (zm. 2007)
- 31 lipca:
  - Nick Bollettieri, amerykański trener tenisowy, działacz sportowy (zm. 2022)
  - Kenny Burrell, amerykański gitarzysta jazzowy
  - James Keleher, amerykański duchowny katolicki, arcybiskup metropolita Kansas City (zm. 2024)
  - Ivan Rebroff, niemiecki śpiewak operowy (bas) (zm. 2008)
  - Stanisław Tkocz, polski duchowny katolicki, infułat, redaktor naczelny (zm. 2003)
- 1 sierpnia:
  - Eugeniusz Bajkowski, polski dziennikarz, publicysta ekonomiczny, działacz polonijny (zm. 2023)
  - Lloyd Brevett, jamajski muzyk sesyjny, kontrabasista, członek zespołu The Skatalites (zm. 2012)
  - Harold Connolly, amerykański lekkoatleta, młociarz (zm. 2010)
  - Dino Da Costa, brazylijski piłkarz (zm. 2020)
  - Cor van der Gijp, holenderski piłkarz (zm. 2022)
- 2 sierpnia:
  - Pierre DuMaine, amerykański duchowny katolicki, biskup San Jose w Kalifornii (zm. 2019)
  - Pierre Laroche, belgijski aktor (zm. 2014)
  - Jerzy Młynarczyk, polski koszykarz, prawnik, polityk, prezydent Gdańska (zm. 2017)
  - Viliam Schrojf, słowacki piłkarz, bramkarz (zm. 2007)
  - Takashi Takabayashi, japoński piłkarz (zm. 2009)
- 3 sierpnia:
  - Karol Dillenius(inne języki), polski aktor (zm. 2017)
  - Janusz Siemiątkowski, polski pilot, instruktor szybowcowy, samolotowy i śmigłowcowy, ratownik górski (zm. 2016)
  - Marlene Smith, kanadyjska łyżwiarka figurowa (zm. 2009)
  - Władimir Trusieniow, rosyjski lekkoatleta, dyskobol (zm. 2001)
- 4 sierpnia:
  - Ernie Richardson, kanadyjski curler
  - Kazimierz Świtoń, polski związkowiec, działacz opozycji antykomunistycznej, polityk, poseł na Sejm RP (zm. 2014)
  - Tadeusz Werno, polski duchowny katolicki, biskup pomocniczy koszalińsko-kołobrzeski (zm. 2022)
- 5 sierpnia:
  - Billy Bingham, północnoirlandzki piłkarz, trener (zm. 2022)
  - Andrzej Gronau, polski operator filmowy (zm. 2011)
  - Peter Yariyok Jatau, nigeryjski duchowny katolicki, arcybiskup Kaduny (zm. 2020)
  - Janusz Majewski, polski reżyser i scenarzysta filmowy, dramatopisarz (zm. 2024)
- 6 sierpnia:
  - Kadri Aytaç, turecki piłkarz (zm. 2003)
  - Victor Dubowitz, angielski lekarz pediatra i neurolog, profesor emeritus University of London
  - Umberto Lenzi, włoski reżyser i scenarzysta filmowy (zm. 2017)
  - Andrzej Tomza, polski strzelec sportowy (zm. 2006)
- 7 sierpnia – Per Åhlin, szwedzki rysownik, reżyser filmów animowanych (zm. 2023)
- 8 sierpnia:
  - Édouard Luntz, francuski reżyser i scenarzysta filmowy (zm. 2009)
  - Roger Penrose, angielski fizyk i matematyk, laureat Nagrody Nobla
  - Marian Tobolski, polski lekarz, polityk, poseł na Sejm PRL (zm. 2016)
- 9 sierpnia:
  - Jerzy Jokiel, polski gimnastyk (zm. 2020)
  - Frode Kristoffersen, duński dziennikarz, polityk, eurodeputowany (zm. 2016)
  - Robiert Mierkułow, rosyjski łyżwiarz szybki (zm. 2022)
  - Paul Schmidt, niemiecki lekkoatleta, średniodystansowiec
  - Róża Toman, polska lekkoatletka, skoczkini wzwyż
  - Mário Zagallo, brazylijski piłkarz i trener piłkarski (zm. 2024)
- 10 sierpnia:
  - Witold Benedek, polski architekt (zm. 2011)
  - Tadeusz Dajczer, polski duchowny katolicki, religioznawca, kanonik, profesor teologii (zm. 2009)
  - Tom Laughlin, amerykański aktor, reżyser, scenarzysta i producent filmowy (zm. 2013)
  - Tadeusz Wojtych, polski aktor (zm. 2021)
- 11 sierpnia:
  - Jan Kulczyński, polski reżyser teatralny i telewizyjny, profesor sztuki teatralnej, nauczyciel akademicki (zm. 2015)
  - Andrzej Majewski, polski pułkownik dyplomowany pilot (zm. 2017)
- 12 sierpnia:
  - William Goldman, amerykański prozaik, dramaturg, scenarzysta filmowy (zm. 2018)
  - Jiří Stránský, czeski prozaik, dramaturg, tłumacz, dysydent, więzień polityczny (zm. 2019)
  - Thomas A. White, irlandzki duchowny katolicki, arcybiskup, nuncjusz apostolski (zm. 2017)
- 13 sierpnia – Norman Read, nowozelandzki lekkoatleta, chodziarz (zm. 1994)
- 14 sierpnia:
  - Robert Brucato, amerykański duchowny katolicki, biskup pomocniczy Nowego Jorku (zm. 2018)
  - Jaime Ramírez Banda, chilijski piłkarz (zm. 2003)
  - Giovanni Zucchi, włoski wioślarz (zm. 2021)
- 15 sierpnia:
  - Helga Erny, niemiecka lekkoatletka, sprinterka (zm. 2021)
  - Richard Heck, amerykański chemik, laureat Nagrody Nobla (zm. 2015)
  - Janice Rule, amerykańska aktorka (zm. 2003)
- 16 sierpnia:
  - Alessandro Mendini, włoski architekt i designer (zm. 2019)
  - Kakuichi Mimura, japoński piłkarz (zm. 2022)
  - Stanisław Pasyk, polski kardiolog, nauczyciel akademicki, polityk (zm. 2020)
- 17 sierpnia – Maria Pinińska-Bereś, polska rzeźbiarka, performerka (zm. 1999)
- 18 sierpnia:
  - Jerzy Jarosz, polski generał brygady
  - Krzysztof Kozłowski, polski dziennikarz, filozof, polityk, minister spraw wewnętrznych, szef UOP (zm. 2013)
  - Kazimierz Marszał, polski prawnik, profesor nauk prawnych, karnista (zm. 2021)
- 19 sierpnia:
  - Elena Cotta, włoska aktorka
  - Wincenty Grabarczyk, polski aktor, reżyser teatralny (zm. 2023)
  - Marianne Koch, niemiecka aktorka
- 20 sierpnia:
  - Frank Capp, amerykański perkusista jazzowy (zm. 2017)
  - Don King, amerykański promotor boksu zawodowego
  - Louis Mermaz, francuski polityk, minister, przewodniczący Zgromadzenia Narodowego (zm. 2024)
- 21 sierpnia:
  - Adam Sobiczewski, polski fizyk teoretyczny i jądrowy, wykładowca akademicki (zm. 2017)
  - Boris Wołodin, radziecki polityk
- 22 sierpnia:
  - Maurice Gee, nowozelandzki pisarz (zm. 2025)
  - Ruy Guerra, brazylijski reżyser, scenarzysta, montażysta, aktor i producent filmowy pochodzenia portugalskiego
  - Adolf Momot, polski poeta, prozaik (zm. 2005)
- 23 sierpnia:
  - William Andre, amerykański pięcioboista nowoczesny (zm. 2019)
  - Ryszard Danecki, polski poeta, prozaik, librecista, tłumacz (zm. 2013)
  - Barbara Eden, amerykańska aktorka, piosenkarka i producentka telewizyjna
  - Hamilton Othanel Smith, amerykański mikrobiolog, laureat Nagrody Nobla
- 24 sierpnia – Bernard Cyril O’Grady, australijski duchowny katolicki, dominikanin, misjonarz, biskup Gizo
- 25 sierpnia:
  - Tadeusz Federowski, polski perkusista jazzowy (zm. 2018)
  - Hal Fishman, amerykański dziennikarz pochodzenia żydowskiego (zm. 2007)
  - Lew Lemke, rosyjski aktor (zm. 1996)
  - Irena Lipska-Zworska, polska artystka plastyczka
  - Regis Philbin, amerykański prezenter telewizyjny (zm. 2020)
  - Joanna Zioło, polska nauczycielka
- 26 sierpnia:
  - Giovanni Invernizzi, włoski piłkarz, trener (zm. 2005)
  - Kálmán Markovits, węgierski piłkarz wodny (zm. 2009)
- 27 sierpnia:
  - Władimir Brieżniew, radziecki polityk
  - Śri Chinmoy, indyjski filozof, pisarz, malarz, muzyk, jogin, przywódca religijny (zm. 2007)
  - Stanisław Laskus, polski działacz samorządowy i państwowy (zm. 2023)
  - Roman Opałka, polski malarz i grafik (zm. 2011)
  - Piotr Skubiszewski, polski historyk sztuki, wykładowca akademicki
- 28 sierpnia:
  - José Agustín Ganuza García, hiszpański duchowny katolicki, biskup, prałat terytorialny Bocas del Toro
  - Sven Johansson, szwedzki hokeista, piłkarz (zm. 2011)
  - Shun’ichirō Okano, japoński piłkarz, trener (zm. 2017)
  - Stefan Olszowski, polski polityk, minister spraw zagranicznych (zm. 2023)
  - Jadwiga Rudnicka, polska polityk, posłanka na Sejm RP i senator RP
  - Tadeusz Ryczaj, polski polityk, poseł na Sejm PRL (zm. 2010)
- 29 sierpnia:
  - Juliusz Janicki, polski aktor, scenarzysta, reżyser filmowy i dokumentalny (zm. 2011)
  - Barbara Orzechowska, polska florecistka (zm. 2015)
  - Ichikawa Raizō VIII, japoński aktor (zm. 1969)
  - Janusz Sykutera, polski aktor, reżyser teatralny (zm. 1997)
- 30 sierpnia:
  - Bogdana Ligęza-Drwal, polska rzeźbiarka
  - John Swigert, amerykański pilot wojskowy, astronauta (zm. 1982)
- 31 sierpnia:
  - Lidia Bienias, polska aktorka (zm. 2020)
  - Pupo Gimenez, brazylijski trener piłkarski (zm. 2016)
  - Gregory Ochiagha, nigeryjski duchowny katolicki, biskup Orlu (zm. 2020)
  - Anna Szpakowska-Kujawska, polska artystka współczesna
  - Noble Willingham, amerykański aktor (zm. 2004)
- 1 września:
  - Stefania Adamczak, polska inżynier rolnictwa, poseł na Sejm PRL
  - Juliusz Biały, polski dyplomata
  - Barbara Czopek, polska koszykarka i siatkarka (zm. 1993)
  - Cecil Parkinson, brytyjski polityk (zm. 2016)
  - Arturo Pomar Salamanca, hiszpański szachista (zm. 2016)
  - Michael O. Rabin, izraelski informatyk
- 2 września:
  - Lúcio Ignácio Baumgaertner, brazylijski duchowny katolicki, biskup Toledo, arcybiskup Cascavel (zm. 2023)
  - Józef Kopocz, polski dziennikarz, prezenter telewizyjny i konferansjer (zm. 2015)
  - Agnieszka Kossakowska, polska śpiewaczka operowa (sopran) (zm. 2020)
  - Alicja Lisiecka, polska krytyk i historyk literatury, felietonistka (zm. 2018)
- 3 września:
  - Albert DeSalvo, amerykański seryjny morderca pochodzenia włoskiego (zm. 1973)
  - Rudolf Kelterborn, szwajcarski kompozytor (zm. 2021)
  - Barbara Kocan, polska siatkarka (zm. 2023)
  - Dick Motta, amerykański trener koszykarski
  - Fritz Raddatz, niemiecki pisarz, historyk literatury, eseista, dziennikarz (zm. 2015)
  - Joseph Edward Troy, kanadyjski duchowny katolicki, biskup Saint John (zm. 2023)
- 4 września:
  - Franciszek Biały, polski historyk, wykładowca akademicki (zm. 2017)
  - Antoine Bonifaci, francuski piłkarz (zm. 2021)
  - Mitzi Gaynor, amerykańska aktorka (zm. 2024)
  - Jan Klaassens, holenderski piłkarz (zm. 1983)
  - Jan Knapik, polski ekonomista, polityk, minister przemysłu chemicznego i lekkiego (zm. 2018)
  - Anthony de Mello, indyjski jezuita, mistyk, psychoterapeuta (zm. 1987)
  - Andonios Trakatelis, grecki biolog, wykładowca akademicki, polityk
- 5 września:
  - Rik Boel, belgijski prawnik, samorządowiec, polityk, burmistrz Tienen, minister spraw wewnętrznych (zm. 2020)
  - Wolfgang Demtröder, niemiecki fizyk
  - Józef Klasa, polski polityk, dyplomata, poseł na Sejm i ambasador PRL (zm. 2023)
  - Mosze Mizrachi, izraelski reżyser i scenarzysta filmowy (zm. 2018)
  - Amnon Rubinstein, izraelski polityk (zm. 2024)
- 6 września:
  - Regina Głąb, polska nauczycielka i rolniczka, polityk, poseł na Sejm PRL
  - Julian Janczak, polski historyk, wykładowca akademicki (zm. 2001)
  - Maria Roman Sławiński, polski sinolog, wykładowca akademicki (zm. 2014)
  - Bassano Staffieri, włoski duchowny katolicki, biskup Carpi i La Spezia-Sarzana-Brugnato (zm. 2018)
- 7 września:
  - Charles Camilleri, maltański kompozytor, dyrygent, pedagog (zm. 2009)
  - Lionel Guterres, hongkoński hokeista na trawie
  - Franciszek Jarecki, polski porucznik pilot (zm. 2010)
  - Danuta Musioł, polska polonistka, bibliotekarka i bibliofil
  - Josep Lluís Núñez, hiszpański przedsiębiorca, hotelarz, działacz sportowy (zm. 2018)
  - Tomasz Umiński, polski zoolog
  - Stanisław Ziemiański, polski duchowny katolicki, jezuita, filozof i twórca pieśni religijnych
- 8 września:
  - Marion Brown, amerykański saksofonista i kompozytor jazzowy, etnomuzykolog (zm. 2010)
  - Boris Czaplin, radziecki dyplomata, polityk (zm. 2015)
  - Wadim Ignatow, radziecki polityk (zm. 1998)
  - Leszek Starkel, polski geograf, geolog, wykładowca akademicki (zm. 2021)
- 9 września:
  - Vincent Rizzotto, amerykański duchowny katolicki, biskup pomocniczy Galveston-Houston (zm. 2021)
  - Waldemar Świerzy, polski plakacista, malarz, grafik (zm. 2013)
  - Margaret Tyzack, brytyjska aktorka (zm. 2011)
- 10 września:
  - Philip Baker Hall, amerykański aktor (zm. 2022)
  - Zdzisław Nikodem, polski śpiewak operowy (tenor) (zm. 2012)
  - Lusjena Owczinnikowa, rosyjska aktorka (zm. 1999)
  - Bohdan Sienkiewicz, polski dziennikarz i marynista (zm. 2021)
- 11 września:
  - David Hartman, izraelski rabin, filozof (zm. 2013)
  - Vincent Malone, brytyjski duchowny katolicki, biskup pomocniczy Liverpoolu (zm. 2020)
  - Roy Sandstrom, brytyjski lekkoatleta, sprinter (zm. 2019)
- 12 września:
  - Gerardo Bianco, włoski filolog, nauczyciel akademicki, polityk, minister edukacji, eurodeputowany (zm. 2022)
  - Ian Holm, brytyjski aktor (zm. 2020)
  - George Jones, amerykański piosenkarz country (zm. 2013)
  - Silvia Pinal, meksykańska aktorka (zm. 2024)
  - Willie Williams, amerykański lekkoatleta, sprinter (zm. 2019)
- 13 września:
  - Barbara Bain, amerykańska aktorka, tancerka, modelka
  - Andrzej Biernacki, polski krytyk literacki, felietonista, badacz i historyk literatury współczesnej, edytor (zm. 2021)
  - Erny Brenner, luksemburski piłkarz (zm. 2016)
  - Marjorie Jackson, australijska lekkoatletka, sprinterka i polityk
  - Ksawery Jasieński, polski spiker i lektor radiowy i telewizyjny
  - Staffan Burenstam Linder, szwedzki ekonomista, wykładowca akademicki, polityk (zm. 2000)
  - Leopold Matuszczak, polski aktor (zm. 2013)
  - Sukarno M. Noor, indonezyjski aktor (zm. 1986)
  - Jean-Pierre Rambal, francuski aktor (zm. 2001)
  - Pawoł Völkel, górnołużycki pisarz, wydawca, językoznawca, slawista (zm. 1997)
  - Witold Welcz, polski dziennikarz, publicysta, pisarz (zm. 2006)
  - Stanisław Wiewióra, polski architekt, wykładowca akademicki (zm. 1993)
  - Yōji Yamada, japoński reżyser filmowy
- 14 września:
  - Pavel Blatný, czeski kompozytor i pianista (zm. 2021)
  - Alain Cavalier, francuski reżyser i scenarzysta filmowy
  - Ivan Klíma, czeski prozaik, dramatopisarz
  - Halina Ogarek-Czoj, polska koreanistka, tłumaczka, wykładowczyni (zm. 2004)
- 15 września:
  - Janusz Cywiński, polski aktor (zm. 1989)
  - Leszek Dzięgiel, polski etnolog, orientalista (zm. 2005)
  - Maria Kowalówka-Kalczyńska, polska lekkoatletka i koszykarka (zm. 2021)
  - José Pereira, portugalski piłkarz, bramkarz
  - Ludovicus Schoenmaekers, belgijski pływak
  - Janina Wieczerska, polska pisarka
- 16 września:
  - Tadeusz Gocłowski, polski duchowny katolicki, arcybiskup metropolita gdański (zm. 2016)
  - Kazimierz Krzos, polski pułkownik, historyk (zm. 2003)
  - Werner Lueg, niemiecki lekkoatleta, średniodystansowiec (zm. 2014)
  - George Sudarshan, indyjski fizyk teoretyczny (zm. 2018)
- 17 września:
  - Anne Bancroft, amerykańska aktorka (zm. 2005)
  - Ivo Baueršíma, szwajcarski astronom, geodeta, wykładowca akademicki pochodzenia czeskiego
  - Jerzy Wiatr, polski socjolog, politolog, wykładowca akademicki, polityk, poseł na Sejm RP, minister edukacji narodowej
- 18 września:
  - Hubert Constant, haitański duchowny katolicki, arcybiskup Cap-Haïtien (zm. 2011)
  - Jerzy Kuźmienko, polski architekt, urbanista, wykładowca akademicki (zm. 2017)
- 19 września:
  - Göran Abrahamsson, szwedzki szpadzista (zm. 2018)
  - Brook Benton, amerykański wokalista i kompozytor rhythmandbluesowy (zm. 1988)
  - Jean-Claude Carrière, francuski scenarzysta filmowy, pisarz, dramaturg, aktor (zm. 2021)
  - Ray Danton, amerykański aktor, reżyser i producent filmowy (zm. 1992)
  - Julio Grondona, argentyński działacz sportowy (zm. 2014)
  - Václav Hovorka, czeski piłkarz (zm. 1996)
  - Márta Mészáros, węgierska reżyserka i scenarzystka filmowa
  - Mirosława Narkiewicz, polska anatom, kardiochirurg, chirurg dziecięcy, wykładowczyni akademicka (zm. 2017)
- 20 września:
  - Jan Bochenek, polski sztangista (zm. 2011)
  - Chaja Hararit, izraelska aktorka i scenarzystka (zm. 2021)
  - Malachy McCourt, amerykański aktor, pisarz i polityk pochodzenia irlandzkiego (zm. 2024)
  - Napoleon Siess, polski dyrygent, działacz muzyczny (zm. 1986)
- 21 września:
  - Larry Hagman, amerykański aktor (zm. 2012)
  - Oscar Lipscomb, amerykański duchowny katolicki, arcybiskup metropolita Mobile (zm. 2020)
  - Syukuro Manabe, japoński fizyk, klimatolog, meteorolog, noblista
  - Paulias Matane, papuaski polityk, gubernator generalny Papui-Nowej Gwinei (zm. 2021)
  - Müzahir Sille, turecki zapaśnik (zm. 2016)
  - Ivan Toplak, serbski piłkarz, trener (zm. 2021)
- 22 września:
  - Ladislav Fialka, czeski mim, choreograf, reżyser (zm. 1991)
  - Zdobysław Flisowski, polski inżynier elektryk, nauczyciel akademicki, polityk, minister edukacji narodowej
  - Isidore Mankofsky, amerykański operator filmowy (zm. 2021)
  - Marlena Milwiw, polska aktorka filmowa i teatralna (zm. 2025)
  - Nello Santi, włoski dyrygent (zm. 2020)
  - Fay Weldon, brytyjska pisarka, feministka (zm. 2023)
- 23 września:
  - Halina Bortnowska, polska filozof, teolog i publicystka (zm. 2024)
  - Hilly Kristal, amerykański animator kultury (zm. 2007)
- 24 września:
  - Tom Adams, barbadoski polityk, premier Barbadosu (zm. 1985)
  - Âlvaro, brazylijski piłkarz (zm. 1991)
  - Czesław Kwietniewski, polski rolnik, polityk, poseł na Sejm PRL
  - Jerzy Łukaszewicz, polski polityk, poseł na Sejm PRL (zm. 1983)
  - Medardo Joseph Mazombwe, zambijski duchowny katolicki, arcybiskup Lusaki, kardynał (zm. 2013)
  - Mark Midler, rosyjski szermierz, florecista (zm. 2012)
  - Anthony Newley, brytyjski aktor, wokalista, kompozytor, autor tekstów piosenek (zm. 1999)
  - Mike Parkes, brytyjski kierowca wyścigowy (zm. 1977)
  - Bohdan Pilarski, polski muzykolog, rolnik, poseł na Sejm PRL i RP (zm. 2018)
  - Eli’ezer Ronen, izraelski polityk (zm. 2016)
  - Hieronim Szczegóła, polski historyk (zm. 2024)
  - Michalina Wawrzynek, polska lekkoatletka
- 25 września:
  - Ludwik Glib, polski kierowca wyścigowy (zm. 1987)
  - Boris Samorodow, rosyjski żużlowiec (zm. 2016)
  - Jewgienij Sizienko, radziecki polityk (zm. 2016)
- 26 września – Joseph Hart, amerykański duchowny katolicki, biskup Cheyenne (zm. 2023)
- 27 września:
  - Zenon Książek, polski piłkarz
  - Stefan Kwiatkowski, polski samorządowiec i inżynier metalurgii, w latach 1990–1991 prezydent Chorzowa (zm. 2008)
  - Włodzimierz Musiał, polski aktor (zm. 2023)
  - Freddy Quinn, austriacki piosenkarz, aktor, reżyser
  - Pentti Uotinen, fiński skoczek narciarski (zm. 2010)
  - Stefan Witkowski, polski szachista, dziennikarz, sędzia i działacz szachowy (zm. 2007)
- 28 września:
  - Franciszek Kania, polski duchowny katolicki, pallotyn, misjonarz (zm. 2005)
  - Ryszard Kulesza, polski piłkarz, trener (zm. 2008)
  - Tadeusz Rewaj, polski fizyk, polityk, senator RP
  - Katarzyna Wiśniowska, polska łuczniczka (zm. 1996)
- 29 września:
  - Victor Herman Balke, amerykański duchowny katolicki, biskup Crookston
  - James Cronin, amerykański fizyk cząstek elementarnych, laureat Nagrody Nobla (zm. 2016)
  - Geraldo Dantas de Andrade, brazylijski duchowny katolicki, biskup pomocniczy São Luis do Maranhão (zm. 2021)
  - Anita Ekberg, szwedzka aktorka i modelka (zm. 2015)
  - Wiesława Grochowska, polska aktorka
  - Pié Masumbuko, buryndyjski lekarz, polityk i dyplomata
  - Alfred Sulik, polski piłkarz
- 30 września:
  - Miłko Bobocow, bułgarski szachista (zm. 2000)
  - Óscar Braga, angolski duchowny katolicki, biskup Bengueli (zm. 2020)
  - Angie Dickinson, amerykańska aktorka telewizyjna i filmowa
  - Roman Drahan, polski poeta (zm. 1998)
  - Franciszek Gąsienica Groń, polski narciarz, kombinator norweski (zm. 2014)
  - Stanisława Kosowska, polska nauczycielka, polityk, poseł na Sejm PRL (zm. 2023)
  - Zdzisław Rynkiewicz, polski artysta fotografik (zm. 2021)
- 1 października:
  - Leszek Allerhand, polski lekarz, publicysta (zm. 2018)
  - Sylvano Bussotti, włoski kompozytor, malarz i reżyser (zm. 2021)
  - Tamara Ryłowa, rosyjska łyżwiarka szybka, medalistka olimpijska (zm. 2021)
  - Jiří Suchý, czeski aktor
- 2 października:
  - Janina Słowińska, polska lekkoatletka (zm. 2020)
  - John Yanta, amerykański duchowny katolicki, biskup Amarillo (zm. 2022)
- 3 października:
  - Samir Amin, egipski ekonomista marksistowski, socjolog i politolog (zm. 2018)
  - Jiří Feureisl, czeski piłkarz, reprezentant Czechosłowacji (zm. 2021)
  - Glenn Hall, kanadyjski hokeista
- 4 października:
  - Thane Baker, amerykański lekkoatleta, sprinter
  - Luigi Caligaris, włoski generał brygady, polityk, eurodeputowany (zm. 2019)
  - Basil D’Oliveira, angielski krykiecista (zm. 2011)
  - Jurand Jarecki, polski architekt (zm. 2024)
  - Edward Kazimierski, polski działacz sportowy (zm. 2024)
  - Marek Roman, polski inżynier środowiska (zm. 2003)
  - Richard Rorty, amerykański filozof (zm. 2007)
  - Igor Wołczok, rosyjski piłkarz, trener (zm. 2016)
- 5 października:
  - Stefan Brzózka, polski szachista (zm. 2023)
  - Judy Canty, australijska lekkoatletka, skoczkini w dal (zm. 2016)
  - Christiane Mercelis, belgijska tenisistka (zm. 2024)
  - Jan Wiktor Nowak, polski duchowny katolicki, biskup pomocniczy gnieźnieński, biskup siedlecki (zm. 2002)
  - Galina Szamraj, radziecka gimnastyczka (zm. 2022)
- 6 października:
  - Aldo Aureggi, włoski szermierz, florecista (zm. 2020)
  - Nikołaj Czernych, radziecki i rosyjski astronom (zm. 2004)
  - Riccardo Giacconi, amerykański astrofizyk pochodzenia włoskiego, laureat Nagrody Nobla (zm. 2018)
  - Michael Hardie Boys, nowozelandzki prawnik, polityk, gubernator generalny (zm. 2023)
  - Jadwiga Kowalczuk, polska lekkoatletka, miotaczka (zm. 1998)
- 7 października:
  - Stan Brittain, brytyjski kolarz szosowy
  - Lowell Fitzsimmons, amerykański trener koszykówki (zm. 2004)
  - Maria Schaumayer, austriacka ekonomistka, polityk (zm. 2013)
  - Desmond Tutu, anglikański biskup południowoafrykański, działacz społeczny, laureat Pokojowej Nagrody Nobla (zm. 2021)
- 8 października:
  - Maria Broniewska, polska aktorka
  - Elżbieta Kilarska, polska aktorka (zm. 2013)
  - Stanisław Konturek, polski fizjolog, gastroenterolog (zm. 2019)
  - Andreas Molterer, austriacki narciarz alpejski (zm. 2023)
  - Julian Siemionow, rosyjski pisarz (zm. 1993)
  - Román Torán Albero, hiszpański szachista (zm. 2005)
- 9 października:
  - Peter-Paul Heinemann, szwedzki lekarz, naukowiec pochodzenia niemieckiego (zm. 2003)
  - Leo Schwarz, niemiecki duchowny katolicki, biskup pomocniczy Trewiru (zm. 2018)
- 10 października:
  - Ronald Ferguson(inne języki), brytyjski major (zm. 2003)
  - Eugeniusz Iwaniec, polski historyk, wykładowca akademicki (zm. 2019)
  - Atena Paszko, ukraińska poetka (zm. 2012)
- 11 października:
  - Adam Butler, brytyjski polityk (zm. 2008)
  - Tadeusz Rut, polski lekkoatleta, młociarz (zm. 2002)
  - Włodzimierz Seweryński, polski generał brygady (zm. 2001)
- 12 października:
  - Ole-Johan Dahl, norweski informatyk (zm. 2002)
  - Paul Depaepe, belgijski kolarz torowy i szosowy
  - Simon Gronowski, belgijski doktor prawa, adwokat i pianista jazzowy pochodzenia polskiego
  - Stanisław Kasprzysiak, polski architekt, archeolog, prozaik, tłumacz, eseista (zm. 2019)
  - Alfons Kupka, polski duchowny katolicki, architekt, redaktor naczelny, poliglota, wykładowca (zm. 2018)
  - Włodzimierz Natorf, polski dyplomata (zm. 2012)
  - Thomas Nicholls, brytyjski bokser (zm. 2021)
  - Aristide Pozzali, włoski bokser (zm. 1979)
- 13 października:
  - Dritëro Agolli, albański poeta, dziennikarz, scenarzysta filmowy (zm. 2017)
  - Zenon Ciesielski, polski skandynawista
  - (lub 14 października) István Gulyás, węgierski tenisista (zm. 2000)
  - Raymond Kopa, francuski piłkarz polskiego pochodzenia (zm. 2017)
- 14 października:
  - Rinus Bennaars, holenderski piłkarz (zm. 2021)
  - Heinz Fütterer, niemiecki lekkoatleta, sprinter (zm. 2019)
  - (lub 13 października) István Gulyás, węgierski tenisista (zm. 2000)
  - Sylva Hnátková-Kysilková, czeska taterniczka, alpinistka (zm. 2013)
  - Jan Partyka, polski prawnik, kolekcjoner militariów, działacz społeczny (zm. 2019)
  - Rafael Puyana, kolumbijski klawesynista (zm. 2013)
- 15 października:
  - Francisco Faus, hiszpański duchowny katolicki, poeta kataloński (zm. 2025)
  - Jerzy Gaździcki, polski naukowiec
  - A.P.J. Abdul Kalam, indyjski inżynier i naukowiec, polityk, prezydent Indii (zm. 2015)
  - Ahmad al-Araki, marokański lekarz, dyplomata, polityk, minister spraw zagranicznych, premier Maroka (zm. 2020)
  - Jerzy Madeyski, polski historyk sztuki, scenarzysta (zm. 2005)
  - Nicola Mancino, włoski prawnik, polityk
- 16 października:
  - Milton Alves da Silva, brazylijski piłkarz (zm. 1973)
  - James Chace, amerykański historyk (zm. 2004)
  - Per Tage Svensson, szwedzki żużlowiec (zm. 2008)
- 17 października:
  - José Alencar, brazylijski przedsiębiorca, polityk, wiceprezydent Brazylii (zm. 2011)
  - Ernst Hinterberger(inne języki), austriacki pisarz (zm. 2012)
  - Nikołaj Kamienski, radziecki skoczek narciarski (zm. 2017)
- 18 października:
  - Ien Dales, holenderska działaczka samorządowa, polityk (zm. 1994)
  - Bogusław Jasiński, polski ekonomista, wykładowca akademicki (zm. 2009)
  - Viorel Morariu, rumuński rugbysta, trener i działacz sportowy (zm. 2017)
- 19 października:
  - Maria Adamska, polska lekkoatletka, sprinterka (zm. 2021)
  - John le Carré, brytyjski pisarz, autor powieści szpiegowskich (zm. 2020)
  - Manolo Escobar, hiszpański piosenkarz (zm. 2013)
  - Rubens de Falco, brazylijski aktor (zm. 2008)
  - Atsushi Miyagi, japoński tenisista (zm. 2021)
  - Danuta Ronczewska, polska lekkoatletka (zm. 2019)
- 20 października:
  - Zeke Bratkowski, amerykański futbolista pochodzenia polskiego (zm. 2019)
  - Jadwiga Gawrych, Polka, Sprawiedliwa wśród Narodów Świata (zm. 2025)
  - Hana Hegerová, czeska aktorka, piosenkarka pochodzenia słowackiego (zm. 2021)
  - Irena Majchrowicz, polska entomolog, mykolog, wykładowczyni akademicka (zm. 2021)
  - Mickey Mantle, amerykański baseballista (zm. 1995)
  - Pak Wanso, południowokoreańska pisarka (zm. 2011)
  - Hans Waldenfels, niemiecki jezuita, teolog (zm. 2023)
  - Halina Wiśniewska, polska filolog, wykładowczyni akademicka (zm. 2018)
- 21 października:
  - Ali Beratlıgil, turecki piłkarz, trener (zm. 2016)
  - Nicole Courcel, francuska aktorka (zm. 2016)
  - Simon Gray(inne języki), brytyjski prozaik, dramaturg (zm. 2008)
  - Jadwiga Janus, polska rzeźbiarka, autorka instalacji (zm. 2019)
  - Shammi Kapoor, indyjski aktor, reżyser filmowy (zm. 2011)
  - Andrzej Kazimierz Olszewski, polski historyk sztuki
  - Hugh Thomas, brytyjski pisarz, historyk (zm. 2017)
- 22 października:
  - Gunārs Astra, łotewski dysydent, obrońca praw człowieka (zm. 1988)
  - Stanisław Bugalski, polski kolarz szosowy (zm. 1991)
  - Károly Ecser, węgierski sztangista (zm. 2005)
  - William Friend, amerykański duchowny katolicki, biskup Shreveport (zm. 2015)
  - Irena Gil, polska polityk, poseł na Sejm kontraktowy (zm. 2020)
  - Ann Rule, amerykańska pisarka (zm. 2015)
  - Wilhelm Dieter Siebert, niemiecki kompozytor (zm. 2011)
  - Anna Danuta Szyfer, polska dialektolog, etnograf, wykładowczyni akademicka (zm. 2018)
- 23 października:
  - Jim Bunning, amerykański baseballista, polityk, senator ze stanu Kentucky (zm. 2017)
  - Bruno Corbucci(inne języki), włoski reżyser i scenarzysta filmowy (zm. 1996)
  - Diana Dors, brytyjska aktorka (zm. 1984)
  - Johnny Kitagawa, japoński przedsiębiorca (zm. 2019)
  - Helmut Krätzl, austriacki duchowny katolicki, biskup pomocniczy Wiednia (zm. 2023)
- 24 października:
  - Sofija Gubajdulina, rosyjska kompozytorka pochodzenia tatarskiego (zm. 2025)
  - Marian Orzechowski, polski historyk, polityk, minister spraw zagranicznych, poseł na Sejm kontraktowy (zm. 2020)
- 25 października:
  - Annie Girardot, francuska aktorka (zm. 2011)
  - Klaus Hasselmann, niemiecki fizyk, oceanograf, klimatolog, laureat Nagrody Nobla
  - Jimmy McIlroy, północnoirlandzki piłkarz, trener (zm. 2018)
  - Władysław Piotrowski, polski historyk literatury rosyjskiej XX wieku
- 26 października:
  - Patrick Ebosele Ekpu, nigeryjski duchowny katolicki, arcybiskup Benin City (zm. 2024)
  - Hanna Grabińska, polska nauczycielka języka angielskiego, tłumaczka, działaczka opozycyjna
- 27 października:
  - José Rafael Barquero Arce, kostarykański duchowny katolicki, biskup Alajuela (zm. 2020)
  - Barbara Falkowska, polska artystka plastyk, twórczyni tkaniny artystycznej (zm. 2022)
  - Nawal as-Sadawi, egipska psychiatra, pisarka feministyczna, obrończyni praw kobiet (zm. 2021)
  - Marian Tuka, polski rolnik, polityk, poseł na Sejm PRL (zm. 2015)
  - Anatolij Zajajew, ukraiński piłkarz, trener (zm. 2012)
- 28 października – Suprovat Chakravarty, indyjski kolarz szosowy (zm. 2015)
- 29 października:
  - Wiesław Antkowiak, polski chemik, wykładowca akademicki (zm. 2023)
  - Franco Interlenghi, włoski aktor (zm. 2015)
- 30 października:
  - Nasho Jorgaqi, albański pisarz, scenarzysta filmowy (zm. 2022)
  - Đorđe Marjanović, serbski piosenkarz (zm. 2021)
  - Ann Roth, amerykańska kostiumografka
- 31 października:
  - Tadeusz Bielecki, polski prawnik
  - Sergio Obeso Rivera, meksykański duchowny katolicki, arcybiskup Jalapy, kardynał (zm. 2019)
  - Dan Rather, amerykański dziennikarz, prezenter telewizyjny
  - Leszek Skrzydło, polski dziennikarz, podróżnik, reżyser filmów dokumentalnych i oświatowych (zm. 2011)
  - Eugeniusz Wyzner, polski dyplomata
- 1 listopada:
  - Dmitrij Baszkirow, rosyjski pianista, pedagog (zm. 2021)
  - Shunsuke Kikuchi, japoński kompozytor muzyki filmowej (zm. 2021)
  - Bogusław Litwiniec, polski reżyser teatralny, działacz kulturalny, polityk, senator RP (zm. 2022)
  - Kazimierz Gustaw Zemła, polski rzeźbiarz
- 2 listopada:
  - Poul Mejer, duński piłkarz (zm. 2000)
  - Don Walsh, amerykański oficer marynarki, oceanograf (zm. 2023)
  - Phil Woods, amerykański saksofonista jazzowy (zm. 2015)
- 3 listopada:
  - Mustafa Dağıstanlı, turecki zapaśnik, mistrz olimpijski (zm. 2022)
  - Mieczysław Dondajewski, polski dyrygent, działacz muzyczny, pedagog
  - Michał Fu Tieshan (chin. upr. 傅铁山, chin. trad.: 傅鐵山), chiński duchowny katolicki, biskup (zm. 2007)
  - Monica Vitti, włoska aktorka (zm. 2022)
  - Yŏn Hyŏng Muk, północnokoreański polityk, premier (zm. 2005)
- 4 listopada:
  - Maciej Gutowski, polski historyk sztuki (zm. 1998)
  - Bernard Law, amerykański duchowny katolicki, arcybiskup Bostonu, kardynał (zm. 2017)
  - Bohdan Staszynski, ukraiński oficer KGB, zawodowy zabójca
  - Andrzej Żarnowiecki, polski grafik, rzeźbiarz, ekslibrisista
- 5 listopada:
  - Thomas B. Evans Jr., amerykański polityk
  - Leonard Duszeńko, polski leśniczy, działacz ROPCiO (zm. 2007)
  - Gotfryd Gremlowski, polski pływak, piłkarz wodny (zm. 1987)
  - Mirosław Ikonowicz, polski reporter
  - John Morris, brytyjski prawnik, polityk, minister ds. Walii, prokurator generalny Anglii i Walii (zm. 2023)
  - Jan Švéda, czeski wioślarz (zm. 2007)
  - Charles Taylor, kanadyjski filozof, wykładowca akademicki
  - Ike Turner, amerykański muzyk, producent i poszukiwacz talentów (zm. 2007)
- 6 listopada:
  - Frank Bolling, amerykański baseballista (zm. 2020)
  - Peter Collins, brytyjski kierowca wyścigowy (zm. 1958)
  - Franciszek Mleczko, polski socjolog, wykładowca akademicki, urzędnik państwowy (zm. 2022)
  - Mike Nichols, amerykański reżyser i producent filmowy pochodzenia żydowskiego (zm. 2014)
  - Bogdan Poniatowski, polski wioślarz, trener (zm. 2014)
  - Zbigniew Pudysz, polski generał brygady SB (zm. 2010)
  - Pál Várhidi, węgierski piłkarz, trener (zm. 2015)
  - Zbigniew Antoni Żechowski, polski socjolog (zm. 2019)
- 7 listopada:
  - Ángel Guastella, argentyński rugbysta, trener i działacz sportowy (zm. 2016)
  - Gloria LeRoy, amerykańska aktorka (zm. 2018)
  - Zofia Ostrowska-Kębłowska, polska historyk sztuki, wykładowczyni akademicka (zm. 2010)
  - Aldemar dos Santos, brazylijski piłkarz (zm. 1977)
- 8 listopada:
  - Jan Doroszewski, polski lekarz i biofizyk, nauczyciel akademicki, profesor nauk medycznych (zm. 2019)
  - Eugeniusz Kamiński, polski aktor (zm. 2018)
  - Jim Redman, zimbabwejski kierowca motocyklowy pochodzenia brytyjskiego
  - Morley Safer, kanadyjski dziennikarz (zm. 2016)
  - Jerzy Śmielkiewicz, polski konstruktor lotniczy, szybownik, pilot doświadczalny (zm. 2016)
  - Paolo Taviani, włoski reżyser i scenarzysta filmowy (zm. 2024)
- 9 listopada:
  - Ewald Dera, polski piłkarz (zm. 1983)
  - Jerzy Kruppé, polski historyk, archeolog, wykładowca akademicki (zm. 2022)
  - Erling Larsen, duński piłkarz (zm. 2017)
  - Stanisław Salmonowicz, polski historyk prawa, profesor nauk prawnych (zm. 2022)
  - Walerij Szumakow, rosyjski chirurg (zm. 2008)
- 10 listopada – Andrzej Wyrobisz, polski historyk, wykładowca akademicki (zm. 2018)
- 11 listopada:
  - Claude Delcroix, belgijski i waloński fizyk, nauczyciel akademicki, samorządowiec, polityk (zm. 2019)
  - Antônio Gaspar, brazylijski duchowny katolicki, biskup Barretos
  - Tommy Shardelow, południowoafrykański kolarz torowy (zm. 2019)
  - Pete Stark, amerykański polityk (zm. 2020)
  - Bernard Woźniecki, polski generał brygady (zm. 2014)
- 12 listopada:
  - Józef Filipek, polski prawnik, profesor nauk prawnych (zm. 2020)
  - Zbigniew Kuderowicz, polski filozof, historyk, etyk, wykładowca akademicki (zm. 2015)
  - Józef Lenart, polski pisarz, dziennikarz, działacz społeczny i polityczny (zm. 2005)
  - Norman Mineta, amerykański polityk, sekretarz handlu, sekretarz transportu pochodzenia japońskiego (zm. 2022)
  - Stanisław Różewicki, polski ginekolog położnik, wykładowca akademicki
  - Aleksander Szumański, polski poeta, krytyk literacki, publicysta
  - Jacek Walczewski, polski konstruktor rakiet meteorologicznych, meteorolog (zm. 2013)
- 13 listopada:
  - Alicja Kurnatowska, polska lekarz, profesor nauk medycznych (zm. 2022)
  - Antonio La Pergola, włoski prawnik, nauczyciel akademicki, polityk (zm. 2007)
  - José María Libório Camino Saracho, hiszpański duchowny katolicki, biskup Presidente Prudente (zm. 2021)
  - Sakti Mazumdar, indyjski bokser, olimpijczyk (zm. 2021)
- 14 listopada:
  - Roman Indrzejczyk, polski duchowny katolicki, kapelan prezydenta RP (zm. 2010)
  - Andrzej Nartowski, polski koszykarz (zm. 2003)
  - Georgina, rosyjska mniszka prawosławna (zm. 2022)
- 15 listopada:
  - Mwai Kibaki, kenijski polityk, prezydent Kenii (zm. 2022)
  - Pascal Lissouba, kongijski polityk, premier i prezydent Konga (zm. 2020)
- 16 listopada:
  - Frieda Dänzer, szwajcarska narciarka alpejska (zm. 2015)
  - Maria Roman Nowak, polski duchowny mariawicki, ordynariusz diecezji lubelsko-podlaskiej (zm. 2013)
  - Egon Piechaczek, polski piłkarz, trener (zm. 2006)
  - Hubert Sumlin, amerykański wokalista i gitarzysta bluesowy (zm. 2011)
  - Barbara Żak-Ogaza, polska biolog-entomolog (zm. 2019)
- 17 listopada:
  - Antoni Ciszek, polski piłkarz, trener (zm. 2022)
  - Pierre Nora, francuski historyk pochodzenia żydowskiego (zm. 2025)
  - Amira Sartani, izraelska polityk
  - Henryk Sienkiewicz, polityk, inżynier górnik, pilot szybowcowy (zm. 2012)
  - Stefan Turnau, polski dydaktyk matematyki, wykładowca akademicki, ojciec Grzegorza Turnaua (zm. 2025)
- 18 listopada – Wolfgang Wickler, niemiecki zoolog i etolog (zm. 2024)
- 19 listopada:
  - Witold Jurasz, polski polityk, dyplomata (zm. 2004)
  - Adam Klimek, polski fizjolog sportu, wykładowca akademicki (zm. 2014)
  - Eryka Trzewik-Drost, polska artystka plastyk
- 20 listopada:
  - Bohdan Drozdowski, polski poeta, prozaik, publicysta, tłumacz, autor sztuk scenicznych (zm. 2013)
  - Michaił Szachow, radziecki zapaśnik (zm. 2018)
  - Jan Antoni Witkowski, polski działacz kombatancki, uczestnik powstania warszawskiego
- 21 listopada:
  - František Andraščík, słowacki poeta, eseista, prozaik, krytyk literacki (zm. 2001)
  - Lewis Binford, amerykański archeolog (zm. 2011)
  - Jerzy Koenig, polski publicysta, krytyk teatralny, tłumacz, dyrektor Teatru Telewizji (zm. 2008)
- 22 listopada:
  - Antons Justs, łotewski duchowny katolicki, biskup Jełgawy (zm. 2019)
  - Demetrio Volcic, włoski dziennikarz, polityk, eurodeputowany pochodzenia słoweńskiego (zm. 2021)
  - Sergio Zardini, włoski bobsleista (zm. 1966)
- 23 listopada:
  - Joel Antônio Martins, brazylijski piłkarz (zm. 2003)
  - Maria Molicka, polska architekt (zm. 2014)
  - Tosiwo Nakayama, mikronezyjski polityk, prezydent Mikronezji pochodzenia japońskiego (zm. 2007)
- 24 listopada – Władysław Kruk, polski polityk, poseł na Sejm PRL (zm. 1996)
- 25 listopada:
  - Dickie Jeeps, angielski rugbysta i działacz sportowy (zm. 2016)
  - Jan Rutkiewicz, polski reżyser, scenarzysta i kostiumograf filmowy (zm. 2016)
  - Jerzy Szydłowski, polski archeolog, muzealnik (zm. 1997)
  - Walerian Włodarczyk, polski esperantysta, filolog, dziennikarz (zm. 1977)
- 26 listopada:
  - Giuliana Minuzzo, włoska narciarka alpejska (zm. 2020)
  - Wiktor Fajnberg, rosyjski językoznawca, lingwista, dysydent pochodzenia żydowskiego (zm. 2023)
  - Luis Gutiérrez Martín, hiszpański duchowny katolicki, biskup Segowii (zm. 2016)
  - Adolfo Pérez Esquivel, argentyński architekt i rzeźbiarz, obrońca praw człowieka, laureat Pokojowej Nagrody Nobla
  - Adrianus Simonis, holenderski duchowny katolicki, arcybiskup Utrechtu, kardynał (zm. 2020)
- 27 listopada:
  - Gareth Griffiths, walijski rugbysta (zm. 2016)
  - Juliusz Jerzy Herlinger, polski pisarz (zm. 1985)
  - Danuta Kobylińska-Walas, polska kapitan żeglugi wielkiej (zm. 2025)
  - Maria Piotrowska, polska reżyser dubbingu (zm. 1997)
  - Ja’akow Ziw, izraelski informatyk (zm. 2023)
- 28 listopada:
  - Joan Guinjoan, hiszpański pianista, kompozytor (zm. 2019)
  - Arie van Houwelingen, holenderski kolarz szosowy i torowy
  - Hope Lange, amerykańska aktorka (zm. 2003)
  - Thomas Remengesau, palauski polityk, prezydent Palau (zm. 2019)
  - Józef Różański, polski nauczyciel, działacz społeczny, polityk, poseł na Sejm PRL (zm. 2022)
  - Tomi Ungerer, francusko-niemiecki pisarz, ilustrator (zm. 2019)
- 29 listopada:
  - Zdzisław Adamczewski, polski geodeta, wykładowca akademicki (zm. 2018)
  - Shintarō Katsu, japoński aktor, piosenkarz, reżyser i producent filmowy (zm. 1997)
  - André Noyelle, belgijski kolarz szosowy (zm. 2003)
  - Jan Sawicki, polski technik mechanik, działacz socjalistyczny, poseł na Sejm PRL (zm. 2017)
  - Nikołaj Sołowjow, radziecki i rosyjski dyplomata (zm. 1998)
  - Jurij Wojnow, ukraiński piłkarz, trener pochodzenia rosyjskiego (zm. 2003)
- 30 listopada:
  - Jean-François Chiappe, francuski historyk, dziennikarz, pisarz, polityk (zm. 2001)
  - Andrzej Czcibor-Piotrowski, polski poeta, prozaik, tłumacz (zm. 2014)
  - Nił Hilewicz, białoruski poeta, działacz kulturalny i polityk (zm. 2016)
  - Grażyna Karolewicz, polska historyk, wykładowczyni akademicka (zm. 2024)
  - Jerzy Toczołowski, polski okulista, wykładowca akademicki (zm. 2020)
  - Susi Wirz, szwajcarska łyżwiarka figurowa
  - Władysław Andrzej Wolkenberg, polski elektrotechnik, elektronik, wykładowca akademicki (zm. 2014)
- listopad/grudzień[1] – Jan Himilsbach, polski aktor, pisarz i scenarzysta (zm. 1988)
- 1 grudnia:
  - Rafał Anioła, polski piłkarz (zm. 2001)
  - Andrzej Bogusławski, polski językoznawca, filozof języka
  - Michał Anioł Bogusławski, polski dokumentalista, reżyser, scenarzysta, wykładowca akademicki (zm. 2016)
  - Rajko Kuzmanović, serbski prawnik, filozof, polityk
  - George Maxwell Richards, trynidadzki polityk, prezydent Trynidadu i Tobago (zm. 2018)
- 2 grudnia:
  - Wynton Kelly, amerykański pianista jazzowy pochodzenia jamajskiego (zm. 1971)
  - Hilário Moser, brazylijski duchowny katolicki, biskup Tubarão
  - Nadja Regin, serbska aktorka (zm. 2019)
  - Emiel Van Cauter, belgijski kolarz szosowy (zm. 1975)
- 3 grudnia:
  - Jan Filipek, profesor łąkarstwa (zm. 1993)
  - Andrzej Wawrzyniak, polski marynarz, dyplomata, fundator i dożywotni dyrektor Muzeum Azji i Pacyfiku w Warszawie (zm. 2020)
- 4 grudnia:
  - Galina Bałaszowa, rosyjska architekt, projektantka wnętrz statków kosmicznych
  - Ken Bates, brytyjski przedsiębiorca, działacz piłkarski
  - Alex Delvecchio, kanadyjski hokeista, trener, działacz hokejowy pochodzenia włoskiego (zm. 2025)
  - Gerd Heidemann, niemiecki dziennikarz (zm. 2024)
  - Władimir Listow, radziecki polityk (zm. 2014)
- 5 grudnia:
  - Giovanni Battista Rabino, włoski polityk (zm. 2020)
  - Romolo Guerrieri(inne języki), włoski reżyser i scenarzysta filmowy
  - Kyōko Kagawa, japońska aktorka
  - Andrzej Kobyliński, polski jeździec sportowy, trener (zm. 1990)
  - Ladislav Novák, czeski piłkarz, trener (zm. 2011)
- 6 grudnia:
  - Mario Agnes, włoski dziennikarz, publicysta (zm. 2018)
  - Masami Kubota, japoński gimnastyk
  - Zeki Müren, turecki aktor, piosenkarz, kompozytor (zm. 1996)
  - Olgierd Truszyński, polski rzeźbiarz (zm. 2020)
- 7 grudnia:
  - Nicholas Cheong Jin-suk, południowokoreański duchowny katolicki, biskup Cheongju, arcybiskup Seulu, kardynał (zm. 2021)
  - James Grogan, amerykański łyżwiarz figurowy (zm. 2000)
  - Jan Kuriata, polski generał dywizji
  - Henryk Szwedo, polski dyrygent (zm. 2011)
- 8 grudnia:
  - Marian Jankowski, polski sztangista, trener, działacz sportowy (zm. 2017)
  - David Johnson, australijski lekkoatleta, sprinter
- 9 grudnia:
  - Cliff Hagan, amerykański koszykarz, trener
  - Sylwester Kowalik, polski lekarz, profesor nauk medycznych (zm. 2016)
  - Ladislav Smoljak, czeski reżyser filmowy i teatralny (zm. 2010)
  - (lub 11 grudnia) Jerzy Twardokens, polski szermierz (zm. 2015)
  - Mieczysław Uszyński, polski lekarz ginekolog, nauczyciel akademicki (zm. 2023)
- 10 grudnia:
  - Gonzalo Anes, hiszpański ekonomista, historyk, wykładowca akademicki (zm. 2014)
  - Joseph O’Connell, australijski duchowny katolicki, biskup pomocniczy Melbourne (zm. 2013)
  - Czesław Paluch, polski rolnik, polityk, poseł na Sejm PRL (zm. 1993)
  - Karol Sobczak, polski prawnik, profesor nauk prawnych (zm. 2016)
  - Luciano Tesi, włoski astronom
- 11 grudnia:
  - Ernie Beck, amerykański koszykarz (zm. 2024)
  - Ronald Dworkin, amerykański prawnik, filozof (zm. 2013)
  - Bogusław Gdowski, polski matematyk (zm. 2009)
  - Anne Heywood, brytyjska aktorka (zm. 2023)
  - Rita Moreno, amerykańska aktorka, tancerka i piosenkarka pochodzenia hiszpańsko-portorykańskiego nagrodzona Oscarem
  - Osho (guru), indyjski guru (zm. 1990)
  - Pierre Pilote, kanadyjski hokeista (zm. 2017)
  - (lub 9 grudnia) Jerzy Twardokens, polski szermierz (zm. 2015)
  - Kazimierz Wiśniak, polski malarz, scenograf
  - Aleksandra Zawadzka, polska inżynier, polityk, poseł na Sejm PRL (zm. 2016)
- 12 grudnia – Halina Janaszek-Ivaničková, polska eseistka, tłumaczka, filolog i historyk literatury (zm. 2016)
- 13 grudnia:
  - James Garland, amerykański duchowny katolicki, biskup Marquette
  - Adolf Książkiewicz, polski elektryk, polityk, poseł na Sejm PRL (zm. 1994)
  - Zbigniew Strociak, polski piłkarz, hokeista, sędzia piłkarski i hokejowy
- 14 grudnia:
  - Szczepan Grajczyk, polski wioślarz
  - Hannes Pétursson, islandzki poeta
  - Nikołaj Popow, radziecki inżynier (zm. 2008)
  - Jan Stypuła, polski lekarz weterynarii, polityk, senator RP (zm. 2001)
- 15 grudnia:
  - Michał Dobroczyński(inne języki), polski politolog (zm. 2006)
  - Ernest Pintoff(inne języki), amerykański reżyser filmowy (zm. 2002)
  - Klaus Rifbjerg, duński pisarz, dramaturg i poeta (zm. 2015)
  - Peter Schmidhuber, niemiecki prawnik, samorządowiec, polityk, eurokomisarz (zm. 2020)
  - Evald Schorm, czeski reżyser filmowy i teatralny, scenarzysta i aktor (zm. 1988)
- 16 grudnia:
  - Halina Waszkis, polska literaturoznawczyni (zm. 1973)
  - Zygmunt Zieliński, polski ksiądz katolicki, historyk, teolog, publicysta
- 17 grudnia:
  - Krystyna Boglar, polska pisarka (zm. 2019)
  - Peter Kirby, kanadyjski bobsleista
  - Fernando Legal, brazylijski duchowny katolicki, biskup Limeira i São Miguel Paulista (zm. 2023)
  - Ołeksij Rastorhujew, ukraiński piłkarz, trener (zm. 2002)
- 18 grudnia:
  - Eva Bosáková, czeska gimnastyczka (zm. 1991)
  - Izabella Godlewska, polska malarka, rzeźbiarka, architekt (zm. 2018)
  - Allen Klein, amerykański przedsiębiorca, producent muzyczny (zm. 2009)
  - André Labarthe, francuski aktor, reżyser i producent filmowy (zm. 2018)
  - Gunnel Lindblom, szwedzka aktorka (zm. 2021)
  - Gene Shue, amerykański koszykarz, trener (zm. 2022)
- 19 grudnia – Wojciech Pietraszewski, polski architekt, urbanista (zm. 1982)
- 20 grudnia:
  - Agnieszka Draber-Mońko, polska biolog, profesor (zm. 2018)
  - Maurice Graham, australijski rugbysta, reprezentant Nowej Zelandii, trener i działacz sportowy (zm. 2015)
  - Mala Powers, amerykańska aktorka (zm. 2007)
  - Ike Skelton, amerykański polityk (zm. 2013)
  - Romuald Wojna, polski historyk (zm. 2023)
- 21 grudnia:
  - Jerzy Domin, polski aktor (zm. 2015)
  - Jerzy Łobodda, polski skoczek spadochronowy (zm. 2012)
  - Sixto Parzinger, austriacki duchowny katolicki posługujący w Chile, biskup Villarrica (zm. 2023)
  - Tadeusz Styczeń, polski duchowny katolicki, salwatorianin, etyk, filozof (zm. 2010)
- 22 grudnia – Gisela Birkemeyer, wschodnioniemiecka lekkoatletka, płotkarka, sprinterka (zm. 2024)
- 23 grudnia:
  - Lew Durow, rosyjski aktor (zm. 2015)
  - Cipriano García Fernández, hiszpański duchowny katolicki, biskup, prałat terytorialny Cafayate (zm. 2025)
- 24 grudnia:
  - Walter Abish, amerykański pisarz pochodzenia żydowskiego (zm. 2022)
  - Ray Bryant, amerykański pianista jazzowy, kompozytor (zm. 2011)
  - Jørgen Hansen, duński piłkarz (zm. 1986)
  - Mauricio Kagel, argentyńsko-niemiecki kompozytor, dyrygent, librecista i reżyser (zm. 2008)
  - Józef Kiełb, polski dziennikarz, polityk, poseł na Sejm PRL (zm. 1987)
  - Włodzimierz Lebiedziński, polski filozof marksistowski, wykładowca akademicki (zm. 2011)
  - Lech Trzeciakowski, polski historyk, wykładowca akademicki (zm. 2017)
- 25 grudnia:
  - Szczepan Baum, polski architekt (zm. 2014)
  - Konrad Löw, niemiecki prawnik i politolog
  - Raphael Ndingi Mwana’a Nzeki, kenijski duchowny katolicki, arcybiskup Nairobi (zm. 2020)
- 26 grudnia:
  - Zbigniew Jankowski, polski poeta (zm. 2024)
  - Jerzy Kmita, polski filozof, teoretyk kultury (zm. 2012)
  - Roger Piantoni, francuski piłkarz (zm. 2018)
- 27 grudnia:
  - János Brenner, węgierski duchowny katolicki, męczennik, błogosławiony (zm. 1957)
  - John Charles, walijski piłkarz (zm. 2004)
  - Tommy Lapid, izraelski dziennikarz, polityk (zm. 2008)
  - Lê Khả Phiêu, wietnamski polityk komunistyczny (zm. 2020)
  - Scotty Moore, amerykański gitarzysta rock’n’rollowy (zm. 2016)
  - Jan Zych, polski poeta, tłumacz (zm. 1995)
- 28 grudnia:
  - Guy Debord, francuski pisarz, filozof, myśliciel polityczny, filmowiec (zm. 1994)
  - István Gáll(inne języki), węgierski pisarz (zm. 1982)
  - Andrzej Kurz, polski polityk, działacz komunistyczny, historyk, polonista, wydawca, nauczyciel akademicki
  - Mervyn Taylor, irlandzki prawnik, polityk, minister pracy pochodzenia żydowskiego (zm. 2021)
- 29 grudnia:
  - Edward Etler, polski reżyser i scenarzysta filmowy, dziennikarz pochodzenia żydowskiego
- 30 grudnia:
  - Charles Bassett, amerykański pilot wojskowy, astronauta (zm. 1966)
  - András Róna-Tas, węgierski uczony, historyk i językoznawca
  - Qenan Toro, albański aktor (zm. 1989)
- 31 grudnia:
  - George Ardisson, włoski aktor (zm. 2014)
  - Silvestre Luís Scandián, brazylijski duchowny katolicki, arcybiskup Vitória (zm. 2019)
  - Bob Shaw, irlandzki pisarz science fiction (zm. 1996)

Data dzienna nieznana:
- Mohammad Jusuf Bejdun, libański polityk (zm. 2023)
- John Peverall, brytyjski producent filmowy (zm. 2009)
- Weronika Sebastianowicz, żołnierz Armii Krajowej oraz Zrzeszenia „Wolność i Niezawisłość”
- Przemysław Trzeciak, polski historyk sztuki
- Janusz Wasyluk, polski doktor habilitowany nauk medycznych (zm. 2025)
- Mieczysław Żbik, polski fotograf

## Zmarli
- 11 stycznia – Bronisław Sawicki, polski chirurg (ur. 1860)
- 13 stycznia – Franciszek Maria Greco, włoski duchowny katolicki, założyciel Małych Pracowników Najświętszego Serca Pana Jezusa, błogosławiony (ur. 1857)
- 16 stycznia – Stanisław Puchalski, feldmarschalleutnant cesarskiej i królewskiej Armii, komendant Legionów Polskich i generał dywizji Wojska Polskiego (ur. 1867)
- 22 stycznia – Władysław Batthyány-Strattmann, węgierski książę, lekarz, błogosławiony katolicki (ur. 1870)
- 23 stycznia – Anna Pawłowa (ros. Анна Павловна Павлова), rosyjska gwiazda baletu (ur. 1881)
- 19 lutego – Milan Šufflay, chorwacki polityk, historyk i albanolog (ur. 1879)
- 23 lutego – Nellie Melba, australijska śpiewaczka (ur. 1861)
- 26 lutego – Otto Wallach, niemiecki chemik pochodzenia żydowskiego, laureat Nagrody Nobla (ur. 1847)
- 6 marca – Maria Kirkor, uczestniczka powstania styczniowego (ur. 1840)
- 7 marca – Akseli Gallen-Kallela, malarz fiński (ur. 1865)
- 11 marca – Friedrich Wilhelm Murnau, niemiecki reżyser filmowy (ur. 1888)
- 14 marca – Alfred Grenander, szwedzki architekt (ur. 1863)
- 20 marca – Hermann Müller, polityk niemiecki, dwukrotnie kanclerz Rzeszy (ur. 1876)
- 21 marca – Jan Krzos, polski podoficer, kawaler Virtuti Militari (ur. 1895)
- 22 marca – Antoni Kolnarski, polski oficer, kawaler Virtuti Militari (ur. 1898)
- 27 marca – Arnold Bennett, brytyjski pisarz (ur. 1867)
- 30 marca:
  - Ella Sophia Armitage, angielska historyk i archeolog (ur. 1841)
  - Emil Repphan, polski sukiennik, przemysłowiec, finansista, filantrop (ur. 1848)
- 8 kwietnia – Erik Axel Karlfeldt, szwedzki poeta, laureat Nagrody Nobla (ur. 1864)
- 10 kwietnia – Khalil Gibran (arab. جبران خليل جبران), libański pisarz, poeta i malarz (ur. 1883)
- 12 kwietnia – Aleksandr Batruk, radziecki wojskowy (ur. 1884)
- 26 kwietnia – George Mead, amerykański filozof, socjolog i psycholog (ur. 1863)
- 6 maja – Bernardinus Klumper, holenderski franciszkanin, generał zakonu, prawnik (ur. 1864)
- 9 maja – Albert Michelson, amerykański fizyk polskiego pochodzenia, laureat Nagrody Nobla (ur. 1852)
- 5 czerwca – Jan Dąbski, polski działacz ludowy, polityk, dziennikarz, wicemarszałek Sejmu (ur. 1880)
- 14 czerwca – Wacław Lipiński (ukr. В'ячесла́в Липи́нський), ukraiński polityk polskiego pochodzenia (ur. 1882)
- 15 czerwca – Albertyna Berkenbrock, brazylijska męczennica, błogosławiona (ur. 1919)
- 24 czerwca:
  - Władysław Jaxa-Rożen, polski inżynier rolnik, generał brygady (ur. 1875)
  - Xiang Zhongfa, chiński działacz komunistyczny i związkowy (ur. 1880)
- 4 lipca – Arvid Perslow, szwedzki żeglarz, olimpijczyk (ur. 1880)
- 11 lipca – Julian Ptaszyński, polski oficer kawalerii (ur. 1897)
- 12 lipca – Nathan Söderblom, szwedzki arcybiskup i teolog protestancki, laureat Nagrody Nobla (ur. 1866)
- 25 lipca – Dariusz Acosta Zurita, meksykański duchowny katolicki, męczennik, błogosławiony (ur. 1908)
- 26 lipca – Pierre Jauréguy, francuski rugbysta (ur. 1891)
- 3 sierpnia – Franz Schalk, austriacki dyrygent i pedagog (ur. 1863)
- 6 sierpnia – Bix Beiderbecke, amerykański muzyk jazzowy (ur. 1903)
- 9 sierpnia – Jakub Mortkowicz, polski księgarz i wydawca książek (ur. 1876)
- 27 sierpnia – Gunnar Tallberg, fiński żeglarz, medalista olimpijski (ur. 1881)
- 6 września – Wiktor Jaroński, polski prawnik, polityk (ur. 1870)
- 7 września – Ignacy Kłopotowski, polski ksiądz, założyciel loretanek, błogosławiony katolicki (ur. 1866)
- 18 września – Hazrat Babadżan, muzułmańska święta (ur. ?)
- 18 października – Thomas Alva Edison, genialny wynalazca amerykański (ur. 1847)
- 21 października – Arthur Schnitzler, austriacki prozaik, dramaturg i lekarz (ur. 1862)
- 24 października – Gordon Apps, brytyjski pilot wojskowy, as myśliwski (ur. 1899)
- 4 listopada – Artur Oppman (ps. Or-Ot), poeta i publicysta (ur. 1867)
- 5 listopada – Gwidon Maria Conforti, włoski biskup katolicki, założyciel Związku Misyjnego Księży, święty (ur. 1865)
- 8 listopada – Zygmunt Marek, polski polityk, wicemarszałek Sejmu (ur. 1872)
- 19 listopada – Xu Zhimo (chin. upr. 徐志摩), chiński poeta Ruchu Nowej Kultury (ur. 1897)
- 22 listopada – Jan Zagleniczny, polski przemysłowiec i polityk (ur. 1866)
- 1 grudnia – Einar Hvoslef, norweski żeglarz, olimpijczyk (ur. 1876)
- 5 grudnia – Filip Rinaldi, włoski salezjanin, błogosławiony katolicki (ur. 1856)
- 13 grudnia – Gustave Le Bon, francuski socjolog i psycholog (ur. 1841)
- 18 grudnia – George Scriven, irlandzki rugbysta, sędzia i działacz sportowy (ur. 1856)
- 26 grudnia – Melvil Dewey, twórca klasyfikacji zbiorów bibliotecznych zwanej od jego nazwiska Klasyfikacją Dziesiętną Deweya (ur. 1851)

## Nagrody Nobla
- z fizyki – nagrody nie przyznano
- z chemii – Carl Bosch, Friedrich Bergius
- z medycyny – Otto Warburg
- z literatury – Erik Axel Karlfeldt
- nagroda pokojowa – Jane Addams, Nicholas Butler

## Święta ruchome
- Tłusty czwartek: 12 lutego
- Ostatki: 17 lutego
- Popielec: 18 lutego
- Niedziela Palmowa: 29 marca
- Pamiątka śmierci Jezusa Chrystusa: 1 kwietnia
- Wielki Czwartek: 2 kwietnia
- Wielki Piątek: 3 kwietnia
- Wielka Sobota: 4 kwietnia
- Wielkanoc: 5 kwietnia
- Poniedziałek Wielkanocny: 6 kwietnia
- Wniebowstąpienie Pańskie: 14 maja
- Zesłanie Ducha Świętego: 24 maja
- Boże Ciało: 4 czerwca